# Argenton-sur-Creuse
Pour les articles homonymes, voir Argenton.
Argenton-sur-Creuse est une commune française située dans le département de l'Indre, en région Centre-Val de Loire.

## Géographie

### Localisation
Argenton-sur-Creuse est située dans le sud du département de l'Indre.
Les communes limitrophes sont : Saint-Marcel (2 km), Le Pêchereau (3 km), Thenay (8 km), Ceaulmont (8 km), Celon (8 km) et Vigoux (9 km).
Les services préfectoraux sont situés à Châteauroux (28 km), Le Blanc (35 km), La Châtre (36 km) et Issoudun (54 km).

### Lieux-dits, hameaux et écarts
Les hameaux et lieux-dits de la commune sont : les Prunes, les Doucets, Bournoiseau, le Plessis, l'Étang Marie, la Tuilerie des Prunes, le Breuil, le Terrier Joli et les Chaillots.

### Géologie et relief

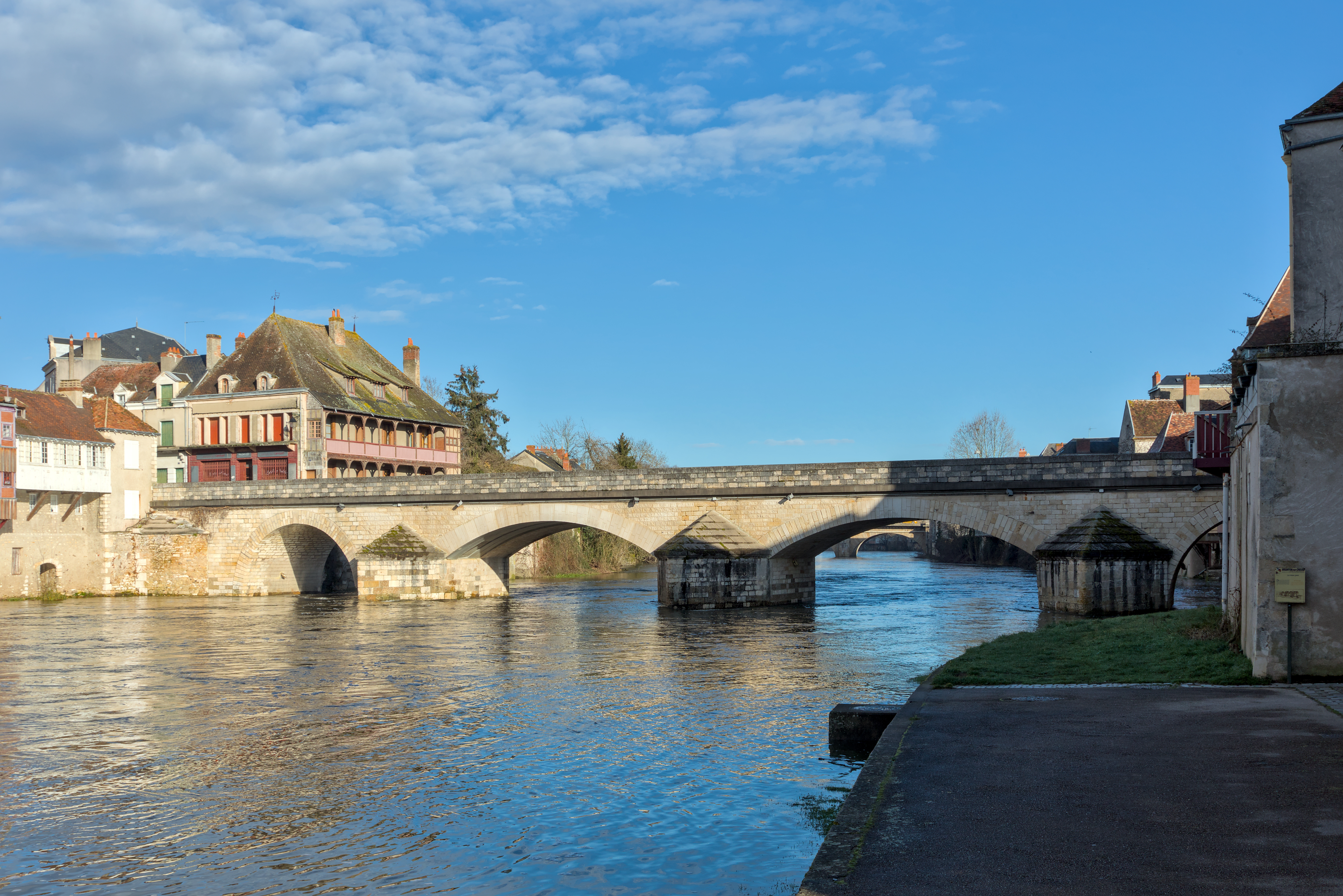
La rivière Creuse et le Vieux-Pont en 2025.

### Hydrographie
Le territoire communal est arrosé par la rivière Creuse.

### Climat
Pour des articles plus généraux, voir Climat du Centre-Val de Loire et Climat de l'Indre.
En 2010, le climat de la commune est de type climat océanique dégradé des plaines du Centre et du Nord, selon une étude du CNRS s'appuyant sur une série de données couvrant la période 1971-2000. En 2020, Météo-France publie une typologie des climats de la France métropolitaine dans laquelle la commune est exposée à un climat océanique altéré et est dans une zone de transition entre les régions climatiques « Centre et contreforts nord du Massif Central » et « Ouest et nord-ouest du Massif Central ».
Pour la période 1971-2000, la température annuelle moyenne est de 11,7 °C, avec une amplitude thermique annuelle de 15,6 °C. Le cumul annuel moyen de précipitations est de 762 mm, avec 11,2 jours de précipitations en janvier et 7,3 jours en juillet. Pour la période 1991-2020, la température moyenne annuelle observée sur la station météorologique de Météo-France la plus proche, « Éguzon », sur la commune d'Éguzon-Chantôme à 17 km à vol d'oiseau, est de 12,1 °C et le cumul annuel moyen de précipitations est de 934,4 mm,. Pour l'avenir, les paramètres climatiques de la commune estimés pour 2050 selon différents scénarios d'émission de gaz à effet de serre sont consultables sur un site dédié publié par Météo-France en novembre 2022.

### Paysages
Elle est située dans la région naturelle du Boischaut Sud.

## Urbanisme

### Typologie
Au 1er janvier 2024, Argenton-sur-Creuse est catégorisée petite ville, selon la nouvelle grille communale de densité à sept niveaux définie par l'Insee en 2022.
Elle appartient à l'unité urbaine d'Argenton-sur-Creuse, une agglomération intra-départementale regroupant trois communes, dont elle est ville-centre,,. Par ailleurs la commune fait partie de l'aire d'attraction d'Argenton-sur-Creuse, dont elle est la commune-centre,. Cette aire, qui regroupe 7 communes, est catégorisée dans les aires de moins de 50 000 habitants,.

### Zonages d'études
La commune se situe dans l'unité urbaine d’Argenton-sur-Creuse, dans l’aire urbaine d'Argenton-sur-Creuse, dans la zone d’emploi de Châteauroux et dans le bassin de vie d'Argenton-sur-Creuse.

### Logement
Le tableau ci-dessous présente le détail du secteur des logements de la commune :
| Date du relevé                                              | 2013   | 2015   |
| Nombre total de logements                                   | 3 244  | 3 301  |
| Résidences principales                                      | 79,6 % | 79,5 % |
| Résidences secondaires                                      | 7,8 %  | 8,3 %  |
| Logements vacants                                           | 12,7 % | 12,2 % |
| Part des ménages propriétaires de leur résidence principale | 57,5 % | 56,8 % |

### Voies de communication et transports

#### Voies de communication
L'autoroute A 20 (l'Occitane) passe par le territoire communal ainsi que les routes départementales : 1, 48, 48A, 55, 106, 132, 137, 913, 920, 927A et 927E. La commune dispose d'un échangeur sur l'A 20 numéroté 18.
Le territoire communal est traversé par le sentier de grande randonnée de pays du Val de Creuse et par la voie verte des Vallées.

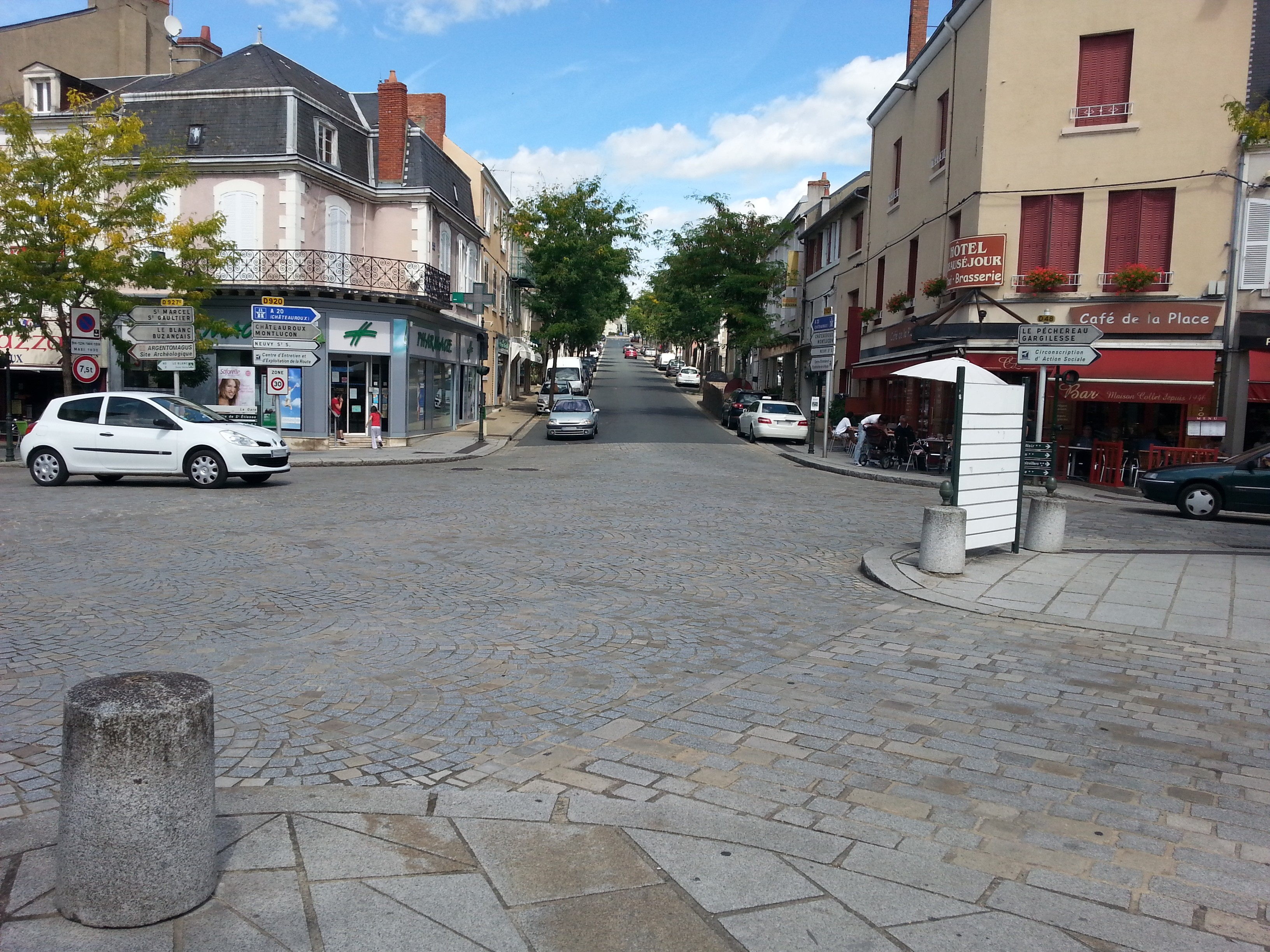
La rue Ledru-Rollin en 2014.
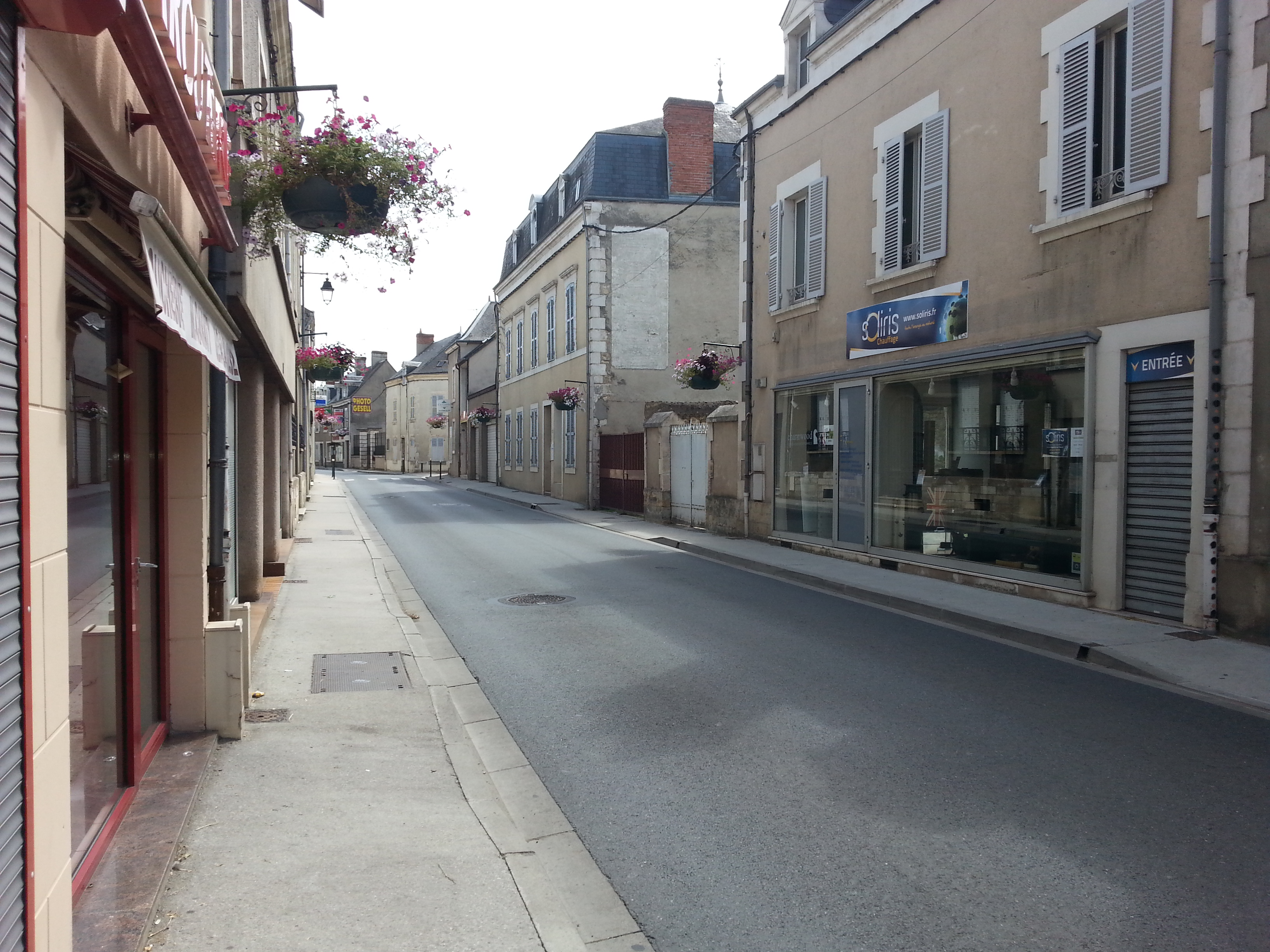
La rue Auclert-Descottes en 2014.
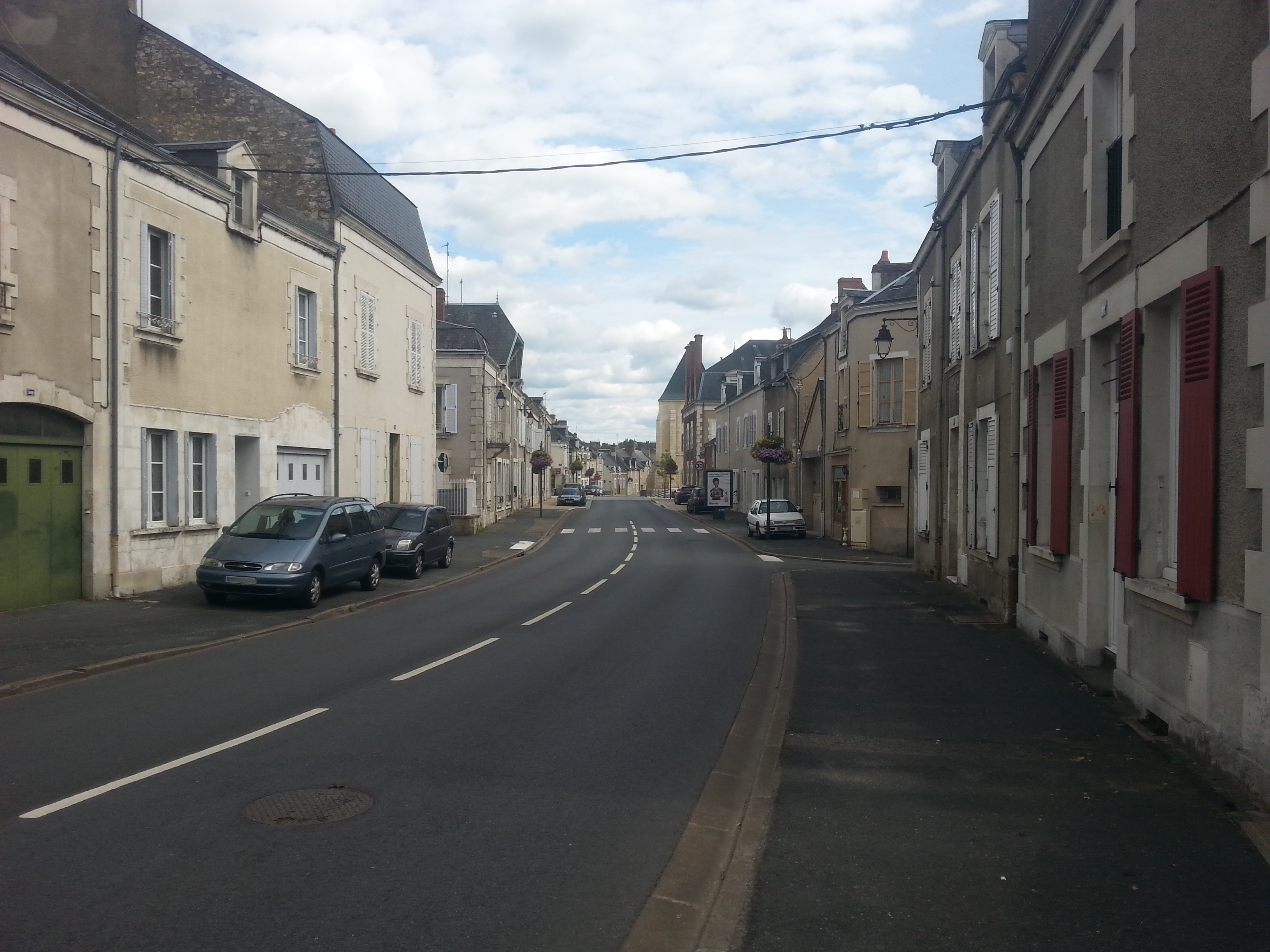
La rue Jean-Jacques-Rousseau en 2014.
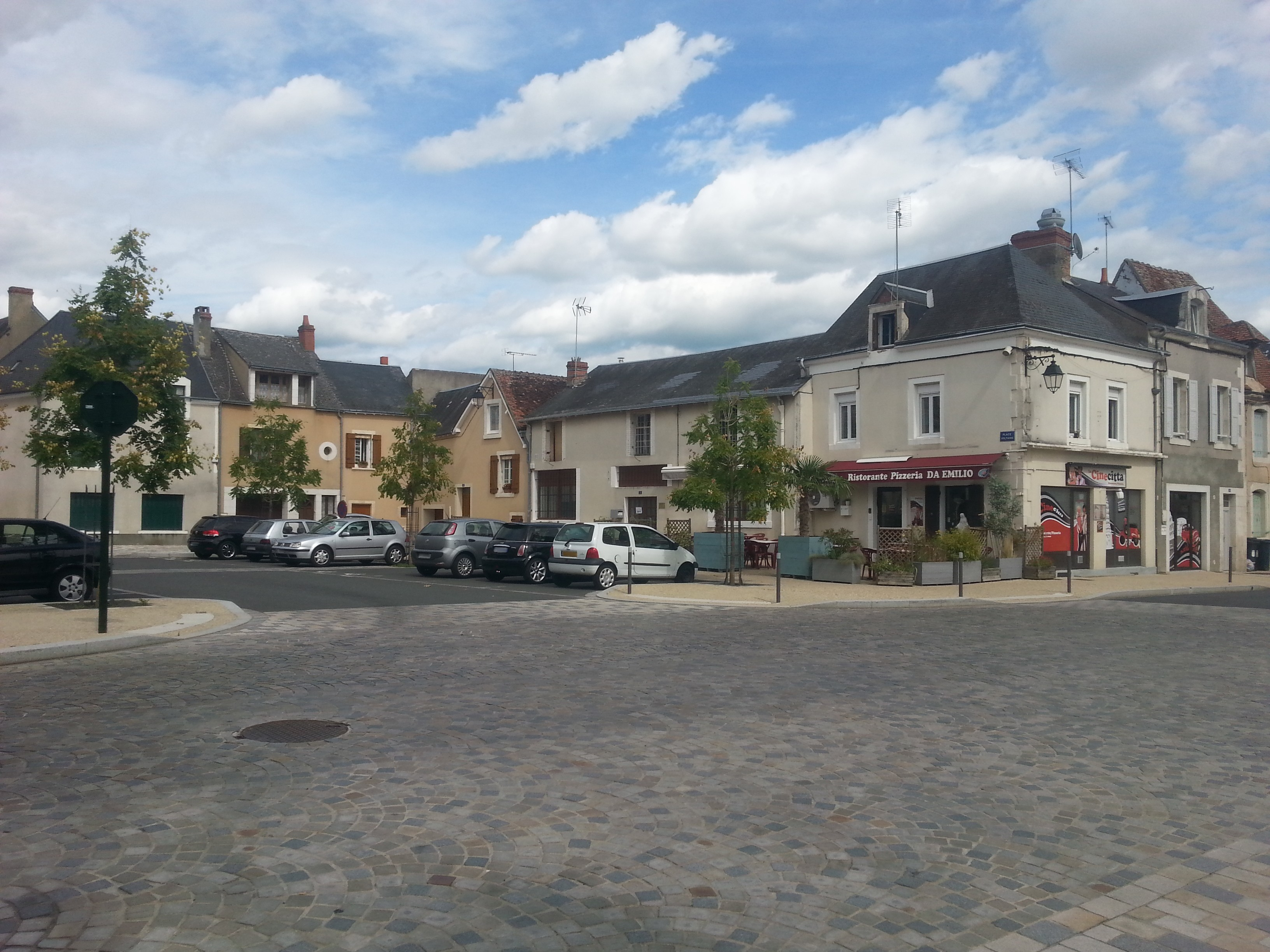
La place Voltaire en 2014.

#### Transports
La gare d'Argenton-sur-Creuse, sur la ligne des Aubrais - Orléans à Montauban-Ville-Bourbon dessert la commune.
Les anciennes lignes de Port-de-Piles à Argenton-sur-Creuse et d'Argenton-sur-Creuse à La Chaussée la desservaient également. La ligne du Blanc à Argenton-sur-Creuse via Saint-Benoît-du-Sault, chemin de fer secondaire à voie métrique passait aussi par le territoire communal qui comprenait cinq arrêts et stations (Les Ségouins, Argenton-Baignettes, Place du Marché au Blé, Place d'Armes et Argenton-PO).
Argenton-sur-Creuse est desservie par les lignes J, K, L et N du Réseau de mobilité interurbaine et par la ligne 1.3 du réseau d'autocars TER Centre-Val de Loire.
L'aéroport le plus proche est l'aéroport de Châteauroux-Centre (38 km), de plus la commune dispose d'un aérodrome, à 6 km du centre-ville.

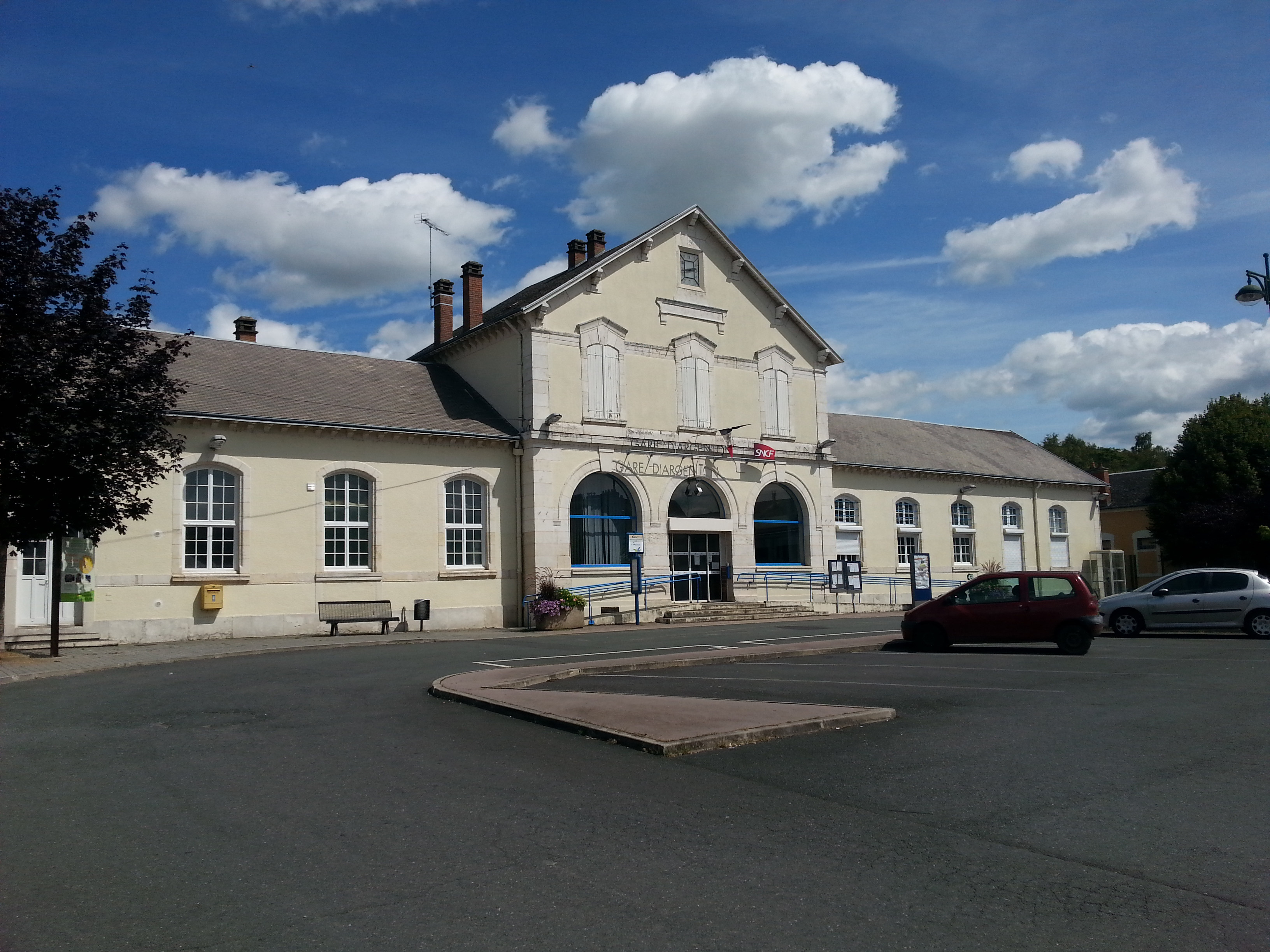
La gare en 2014.
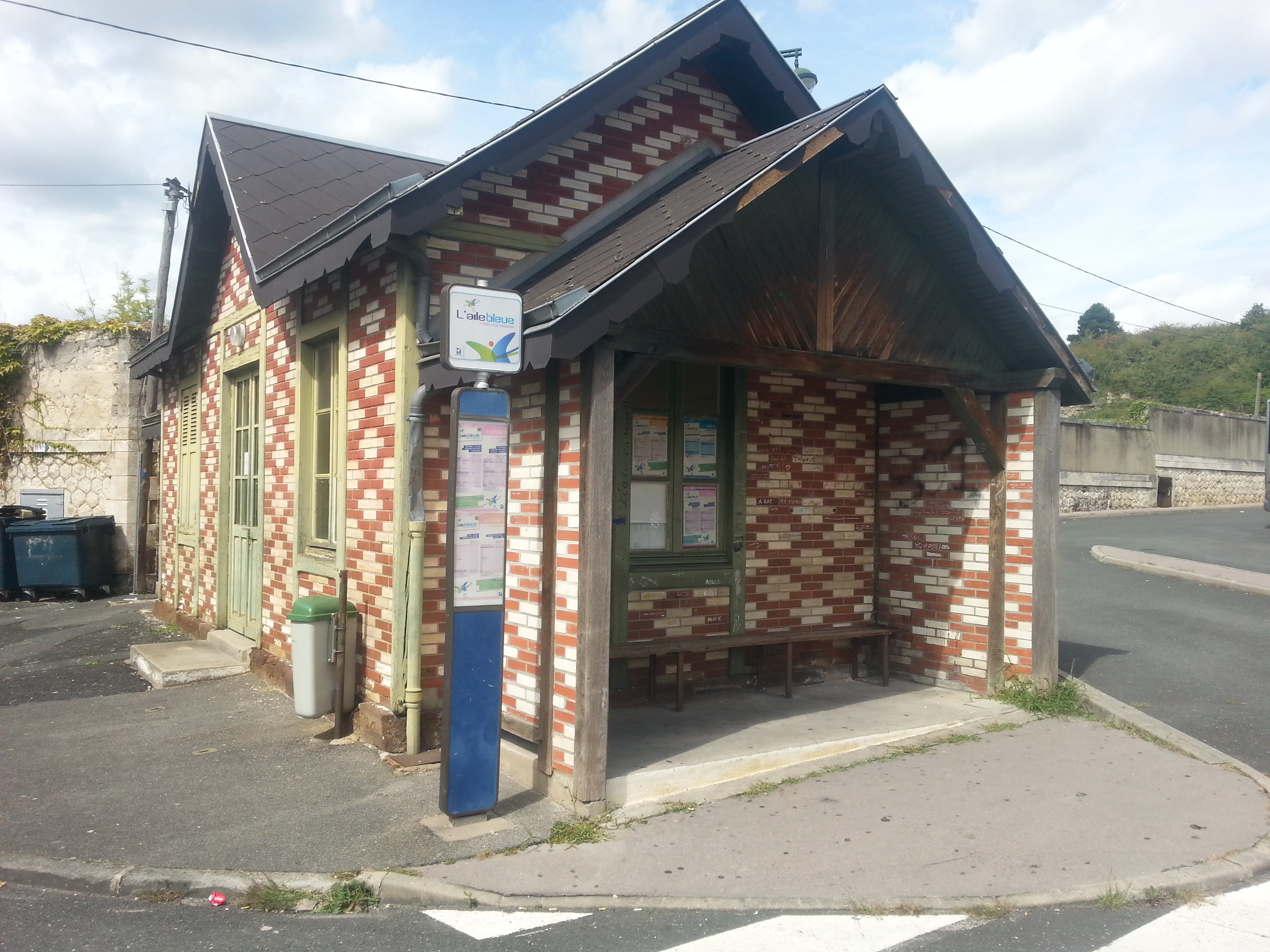
L'arrêt de bus « Gare Routière » en 2014.
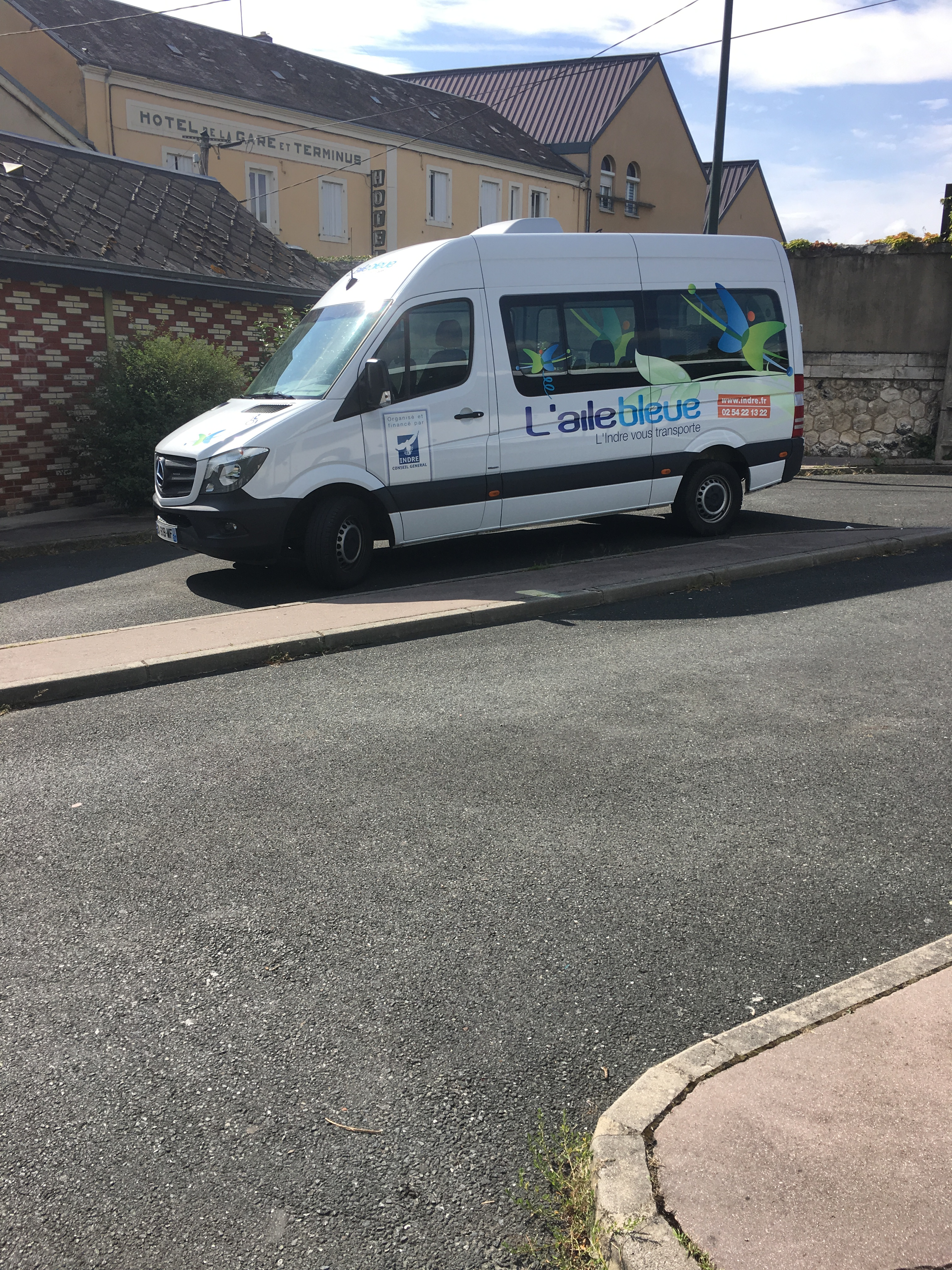
Le Minibus L'Aile Bleue à la gare routière en 2017.
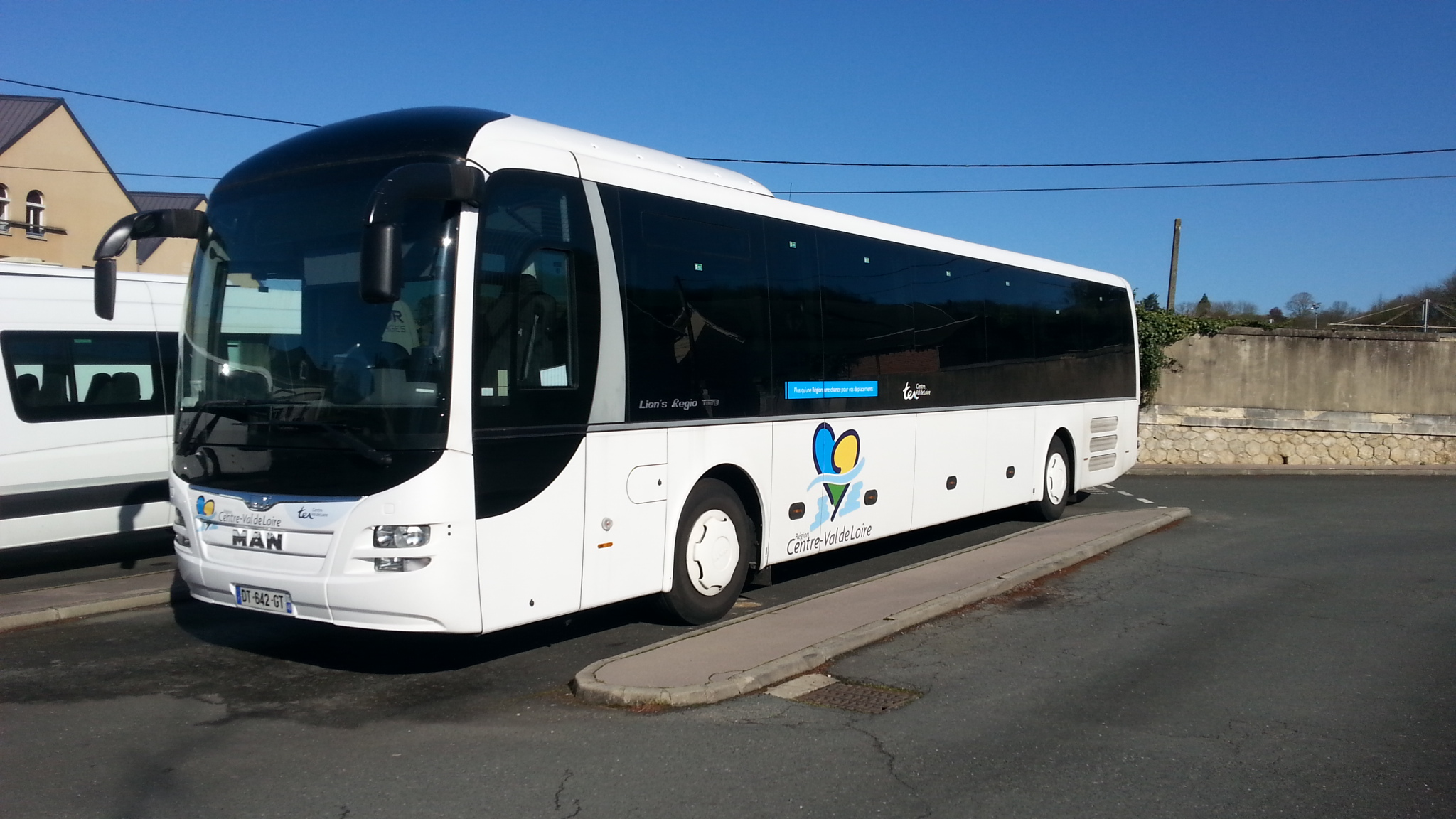
Un autocar TER Centre-Val de Loire à la gare routière, en 2016.

### Risques naturels et technologiques
La commune est classée en zone de sismicité 2, correspondant à une sismicité faible.

### Risques majeurs
Le territoire de la commune d'Argenton-sur-Creuse est vulnérable à différents aléas naturels : météorologiques (tempête, orage, neige, grand froid, canicule ou sécheresse), inondations, feux de forêts, mouvements de terrains et séisme (sismicité faible). Il est également exposé à deux risques technologiques, le transport de matières dangereuses et la rupture d'un barrage. Un site publié par le BRGM permet d'évaluer simplement et rapidement les risques d'un bien localisé soit par son adresse soit par le numéro de sa parcelle.

#### Risques naturels
Certaines parties du territoire communal sont susceptibles d’être affectées par le risque d’inondation par débordement de cours d'eau, notamment la Creuse. La commune a été reconnue en état de catastrophe naturelle au titre des dommages causés par les inondations et coulées de boue survenues en 1982, 1990, 1999, 2006 et 2008,.
Pour anticiper une remontée des risques de feux de forêt et de végétation vers le nord de la France en lien avec le dérèglement climatique, les services de l’État en région Centre-Val de Loire (DREAL, DRAAF, DDT) avec les SDIS ont réalisé en 2021 un atlas régional du risque de feux de forêt, permettant d’améliorer la connaissance sur les massifs les plus exposés. La commune, étant pour partie dans le massif de Luzeraize, est classée au niveau de risque 4, sur une échelle qui en comporte quatre (1 étant le niveau maximal).

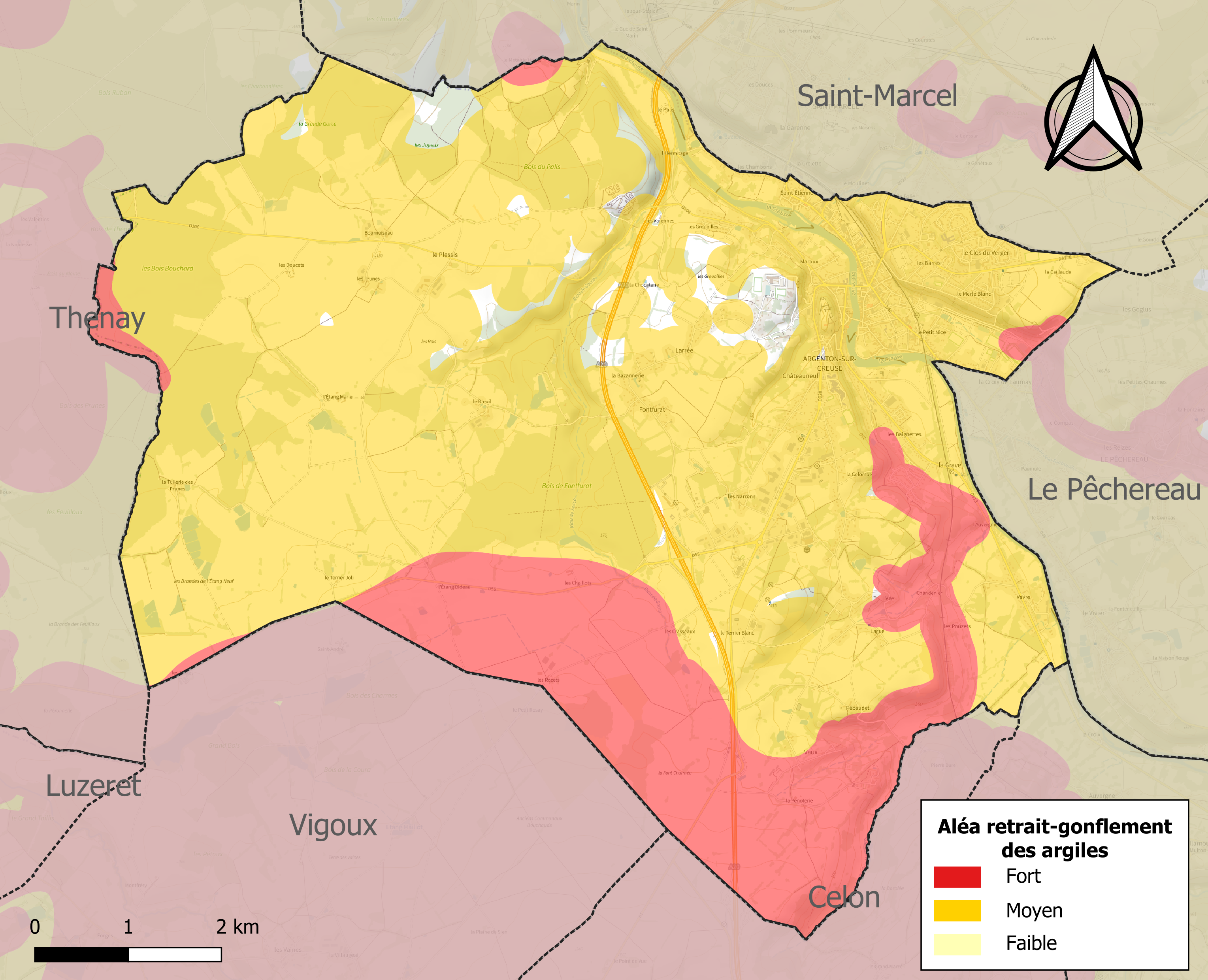
Carte des zones d'aléa retrait-gonflement des sols argileux d'Argenton-sur-Creuse.

Les mouvements de terrains susceptibles de se produire sur la commune sont des tassements différentiels.
Le retrait-gonflement des sols argileux est susceptible d'engendrer des dommages importants aux bâtiments en cas d’alternance de périodes de sécheresse et de pluie. 96,7 % de la superficie communale est en aléa moyen ou fort (84,7 % au niveau départemental et 48,5 % au niveau national). Sur les 2 348 bâtiments dénombrés sur la commune en 2019, 2311 sont en aléa moyen ou fort, soit 98 %, à comparer aux 86 % au niveau départemental et 54 % au niveau national. Une cartographie de l'exposition du territoire national au retrait gonflement des sols argileux est disponible sur le site du BRGM,.
Concernant les mouvements de terrains, la commune a été reconnue en état de catastrophe naturelle au titre des dommages causés par la sécheresse en 1989, 1991, 1993, 2018 et 2019 et par des mouvements de terrain en 1999.

#### Risques technologiques
Le risque de transport de matières dangereuses sur la commune est lié à sa traversée par des infrastructures routières ou ferroviaires importantes ou la présence d'une canalisation de transport d'hydrocarbures. Un accident se produisant sur de telles infrastructures est en effet susceptible d’avoir des effets graves au bâti ou aux personnes jusqu’à 350 m, selon la nature du matériau transporté. Des dispositions d’urbanisme peuvent être préconisées en conséquence.
La commune est en outre située en aval du Barrage d'Éguzon, de classe A et faisant l'objet d'un PPI, mis en eau en 1926, d’une hauteur de 58 mètres et retenant un volume de 57,3 millions de mètres cubes. À ce titre elle est susceptible d’être touchée par l’onde de submersion consécutive à la rupture de cet ouvrage.

## Toponymie
Le nom vient d'Argantomagos (Argentomagus), oppidum gaulois, puis importante agglomération secondaire gallo-romaine, située sur la commune voisine de Saint-Marcel. Argentomagus se compose du gaulois argantos, « argent » (cf. vieil irlandais argat) et magos « lieu de marché » ou « plaine ».
Au XVIIIe siècle, la ville a été appelée communément Argenton-en-Berry.
Argenton est devenu Argenton-sur-Creuse en 1958.
Ses habitants sont appelés les Argentonnais.
Elle est surnommée la « Venise du Berry ».

## Histoire

### Préhistoire
Parmi les fossiles trouvés dans les marnières d'Argenton, étudiés par Georges Cuvier, se trouve un Crocodylomorphe terrestre du début de l'ère tertiaire, le Boverisuchus. L'animal adulte mesurait environ 3 mètres de long et s'est éteint à la fin de l'Éocène, lors du refroidissement de la Grande Coupure.
En 1899, dans le quartier de la Croix de Laumay, à la limite entre Argenton et Le Pêchereau, une sépulture datée du Néolithique fut trouvée.
Durant cette période de la fin du XIXe siècle, dans le secteur des Gabats, des Crassaux et de la Font des Cordeliers, des trouvailles ponctuelles sont effectuées en lien avec l'Âge du bronze. Ainsi, une cachette hallstatienne est découverte et sauvegardée lors des travaux en lien avec la ligne de chemin de fer d'Argenton-sur-Creuse à La Chaussée.
Eugène Hubert, dans son ouvrage sur le canton d'Argenton, édité en 1905, cite la présence de 3 mégalithes en centre-ville d'Argenton, à l'emplacement de l'hôpital (ancienne école maternelle Rollinat). Ces mégalithes auraient été détruits vers 1840.

### Antiquité
Argenton-sur-Creuse a succédé à la cité gallo-romaine d'Argentomagus à Saint-Marcel.

### Moyen Âge
Durant le Moyen Âge, elle devient une place fortifiée sur la colline dominant la vallée. En 761, Pépin le Bref prend la ville fortifiée d’Argenton et son château au duc Waïfre.
Un atelier monétaire frappait une monnaie locale au XIe siècle.
Pour fêter les fiançailles de sa fille Mathilde au Duc de Saxe, en 1168 Henri II Plantagenêt tint une cour dans l'hôtel qu'il avait récemment fait construire.
Il reste aujourd’hui quelques vestiges de la tour du Midi et de la tour d’Héracle. Le château est pris par Philippe Auguste en 1188, par Henri IV en 1589 et il est enfin démantelé sous Louis XIII en 1632, par ordre de Richelieu.
À partir du XIIe siècle et jusqu’au XVe siècle, la ville haute d’Argenton s’établit au pied de la forteresse, sur la rive gauche de la Creuse.
La châtellenie d'Argenton appartenait très anciennement aux Maisons de Limoges-de Brosse, puis de Déols (sires de Châteauroux/Château-Raoul et princes de Déols, fondus vers 1200  dans les Chauvigny par le mariage de Denise avec André Ier ; aussi vicomtes de Brosse par le mariage vers 1314 d'André II avec l'héritière Jeanne de Brosse ; la châtellenie d'Argenton resta vassale de la terre de Châteauroux), d'où elle est passée successivement dans celles de Bourbon-Montpensier (Louise de Bourbon-Montpensier, fille du comte Gilbert de Montpensier, ayant épousé en premières noces André III ou IV de Chauvigny : veuve sans postérité, elle en garda Argenton qu'elle transmit à la descendance de son deuxième mariage), de Bourbon-Vendôme-La-Roche-sur-Yon (Louise ayant épousé en secondes noces Louis de Bourbon-Vendôme, prince de La Roche-sur-Yon : d'où la suite des ducs de Montpensier) et de Bourbon-(Vendôme)-Orléans (la dernière des Montpensier, Marie, épousa Gaston duc d'Orléans frère de Louis XIII ; leur fille unique, la Grande Mademoiselle, légua une bonne partie de ses biens, dont Argenton, à son cousin germain le duc Philippe Ier d'Orléans, frère de Louis XIV et père du Régent). Le duc Philippe II d'Orléans, futur Régent de France, en fit don à Marie-Louise Lebel (Le Bel) de la Boissière-Séry, sa maîtresse, qui lui donna trois enfants (un seul vécut ?, Jean-Philippe, né en 1702, légitimé en 1706), et en faveur de laquelle la seigneurie d'Argenton fut érigée en comté vers 1706. Elle le vendit en 1730, au duc Louis Ier d'Orléans, fils du Régent. En 1770, le duc d'Orléans Louis-Philippe, fils du duc Louis, échangea le comté d'Argenton avec Louis XV contre la forêt de Bondy. En 1776, Louis XVI apanagea son dernier frère le comte d'Artois, aussi duc de Châteauroux, du comté d'Argenton.

### Temps modernes
Au XVe siècle, la ville basse s’étend sur la rive droite, reliée à la ville haute par le « Vieux Pont ». Le développement de la ville entraîne l’installation d’un couvent de franciscains (les cordeliers) au XVe siècle.
Dès la fin du XVe siècle s’élèvent la chapelle Saint-Benoît et l’église Saint-Sauveur. De belles demeures sont construites dans la ville basse, comme le bel hôtel particulier Joseph Dupertuis, rue Dupertuis, du XVe siècle avec sa tour en façade, ou encore l’hôtel de Scévole (XVIIe et XVIIIe siècles) dont le parc à la française fut dessiné par Le Nôtre.
Marguerite d’Angoulême, sœur de François Ier, femme de lettres et duchesse de Berry, favorisa le renouvellement des idées. Elle fit venir à l'Université de Bourges - ou accueillit sous sa protection - des enseignants favorables à une réforme de l'Église. Ils promurent la redécouverte et réception du témoignage des apôtres de Jésus-Christ tel qu'il est transmis par les saintes Écritures.
En 1589, Argenton était une place protestante. À la suite de l'édit de Nantes, Argenton est répertorié comme la place de sûreté protestante de la généralité de Bourges (autrement dit du Berry). La défense devait être assurée par une garnison de 25 hommes financée par le roi. Elle a probablement varié en fait de 10 à 50 hommes et fut financée en partie localement. En 1599 le colloque réformé du Berry Bourbonnais a lieu à Argenton, et en 1617 un synode réformé du Berry-Orléanais (comprenant Blois, Nevers, Moulins, Aubusson). D’après les minutes de Me Bidault, notaire attitré de la plupart des familles protestantes locales, et des relations d’affaires et liens de parenté qu’elles stipulent : les Protestants étaient plus souvent que les autres des notables qui étaient par ailleurs bien intégrés au milieu catholique majoritaire.
L'exercice public du culte avait lieu dans la forteresse ou à la chapelle Saint-Benoît. Puisque les cimetières existants étaient réservés aux catholiques, en 1604 le gouverneur réformé d’Argenton fait financer par la ville la création d’un cimetière dont une partie est réservée aux Protestants. Ce cimetière sera agrandi dix ans plus tard.
Pendant la guerre de Trente ans, la place de sûreté est démantelée en 1620. le château de la ville est cédé à Louis XIII en 1624. L'exercice public du culte réformé y est supprimé. Le temple sera ultérieurement détruit en 1686. Pour leur culte les Protestants se réfugient au château de Chabenet dans le cadre de l'exercice particulier du culte de la famille de Pierrebuffière. En 1632 Louis XIII y est hébergé par le baron de Prunget et seigneur de Chabenet, Charles de Pierre-Buffière. La forteresse réformée d’Argenton, elle, est détruite. Trois ans plus tard les fortifications du château sont réduites sur ordre de Richelieu. En 1636 il est demandé au nouveau pasteur, Elie Péju, de ne pas habiter à Argenton.
En 1660 il n’existe plus ni paysan-journalier, ni manœuvre, parmi les Protestants de la région d’Argenton. Ils sont artisans, commerçants, membres de profession libérale, représentants de l’État. En 1663 les pouvoirs publics font fermer le cimetière protestant d’Argenton officiellement pour trouble à l’ordre public. Deux ans plus tard il l'est définitivement. À la suite de la révocation de l'édit de Nantes la partie protestante du cimetière est désaffectée. En 1673 une plainte contre le curé d'Argenton figure parmi les plaintes protestantes destinées à informer le roi sur les persécutions subies (au-delà de la pression exercée par les mesures vexatoires officielles). L'argumentation catholique s'est par ailleurs développée : en 1680 fut publiée une Lettre à Messieurs de la religion prétendue réformée du prêche de Chabenet les Argenton écrite par un prêtre missionnaire, Charles-Bénigne Hervé.
Une liste, datant des mois qui précèdent la révocation de l’édit de Nantes en 1684, compte pourtant encore 153 protestants (marchands, avocats, procureur, maître de poste, médecin, armurier, cabaretier…). La veille de la révocation de l’édit de Nantes six pour cent de la population d’Argenton est ainsi encore protestante. Depuis 1544 la lignée familiale propriétaire du château de Chabenet avait pris le parti de la Réforme. En 1685, année de l’édit de Fontainebleau, l’héritier de la famille propriétaire du château de Chabenet, Charles-Benjamin de Pierre-Buffière, fils de Charles-Abel et de Catherine Couraud, devient officiellement catholique, à l’âge d'environ 11 ans. Il se mariera dix ans plus tard avec Anne-Marthe de Renard, d’origine protestante. L’édit de Fontainebleau prévoyant un minimum de liberté de conscience, Catherine de Couraud, dame en titre du château de Chabenet par son mariage avec le fils de Charles et le père de Charles-Benjamin, Charles-Abel de Pierre-Buffière, n’abjurera toutefois que peu avant sa mort à l’âge de 94 ans en 1735. Elle put ainsi avoir des obsèques légales. Ce château était-il jusque-là un lieu de réunion clandestine pour des protestants ?
Fin 1685 beaucoup de réformés avaient officiellement abjuré la « religion prétendue réformée » : 64 personnes à Argenton. La menace des dragonnades qui sévissaient dans la région n'est sans doute pas pour rien dans ce phénomène. Combien sont cependant restés réformés de conviction. Pendant le quart de siècle qui a suivi la révocation de l’édit de Nantes, dans deux tiers des cas les personnes issues de familles protestantes se mariaient entre elles,. La tolérance de la population catholique locale permit une transmission de convictions protestantes au sein de certaines familles. D’autres protestants préféreront persévérer officiellement quitte à être privés de sépulture,, et leurs héritiers de leur héritage.
De manière échelonnée sur plus d’un demi-siècle -certains ayant espéré un retour de la tolérance parmi la population argentonnaise déclarée auparavant comme réformée au moins 12 % va s’exiler dans divers pays (Angleterre, Hollande, Suisse, Allemagne protestante, Prusse). Des registres de ces pays font mention entre autres professions de médecins ou chirurgiens originaires d’Argenton.
La légitimité de certaines dénominations protestantes a été reconnue dans le cadre du concordat napoléonien. Une enquête menée sous l'Empire établit que cela ne concernait personne dans l'Indre. Aussi, le recensement effectué par le Consistoire de Bourges en 1859 ne mentionne personne du côté d'Argenton. Début XXe siècle, la légalité et la liberté ont été étendues à toutes les dénominations protestantes, soit en fait aucune à Argenton.

### Révolution française et Empire
Argenton fut chef-lieu du district d'Argenton de 1790 à 1795, le premier président du district ayant été Denis Robin de Scévole.

### Époque contemporaine
Après l'entrée en guerre en août 1914, la ville accueille un camp d'internement temporaire, parmi de nombreux autres, destiné aux sujets civils de nationalité allemande et austro-hongroise restés en France.
Le 9 juin 1944, la 15e compagnie du panzergrenadier-regiment Der Führer de la 2e division SS Das Reich effectue une « opération de nettoyage » sur Argenton. Soixante-sept civils, résistants et soldats sont massacrés,.
Le 31 août 1985, un train Corail reliant Paris-Austerlitz à Port-Bou déraille en gare d'Argenton-sur-Creuse, du fait d'une vitesse excessive. La vitesse avait été limitée à 40 km/h pour travaux de voie, le convoi est passé à environ 100 km/h, tandis que le freinage d'urgence se déclenchait entraînant un déraillement d'une bonne partie des voitures du train, notamment deux voitures qui engageaient le gabarit de l'autre voie. Au même moment arrivait un train postal en provenance de Brive-la-Gaillarde et à destination de Paris, dans l’autre sens ; la locomotive de ce dernier s'est encastrée dans les deux voitures engageant le gabarit. L'accident fit 43 morts. La cause est une superposition de signaux, ayant rendu très difficile la compréhension de la signalisation applicable par le conducteur.
La commune fut aussi rattachée du 27 décembre 1993 au 31 décembre 2016 à la communauté de communes du pays d'Argenton-sur-Creuse.

## Politique et administration

### Découpage territorial
Argenton-sur-Creuse est membre :
- de la communauté de communes Éguzon - Argenton - Vallée de la Creuse ;
- du canton d'Argenton-sur-Creuse ;
- de l'arrondissement de Châteauroux ;
- de la deuxième circonscription de l'Indre.

### Administration municipale

#### Tendances politiques et résultats
| Élections présidentielles, résultats des deuxièmes tours.                                            | Élections présidentielles, résultats des deuxièmes tours. | Élections présidentielles, résultats des deuxièmes tours. | Élections présidentielles, résultats des deuxièmes tours. | Élections présidentielles, résultats des deuxièmes tours. | Élections présidentielles, résultats des deuxièmes tours. | Élections présidentielles, résultats des deuxièmes tours. | Élections présidentielles, résultats des deuxièmes tours. |
| Année                                                                                                | Élu                                                       | Élu                                                       | Élu                                                       | Battu                                                     | Battu                                                     | Battu                                                     | Participation                                             |
| --- | --------------------------------------------------------- | --------------------------------------------------------- | --------------------------------------------------------- | --------------------------------------------------------- | --------------------------------------------------------- | --------------------------------------------------------- | --------------------------------------------------------- |
| 2002                                                                                                 | 86.84 %                                                   | Jacques Chirac                                            | RPR                                                       | 13.16 %                                                   | Jean-Marie Le Pen                                         | FN                                                        | 82.41 %                                                   |
| 2007                                                                                                 | 45.78 %                                                   | Nicolas Sarkozy                                           | UMP                                                       | 54.22 %                                                   | Ségolène Royal                                            | PS                                                        | 86.5 %                                                    |
| 2012                                                                                                 | 59.74 %                                                   | François Hollande                                         | PS                                                        | 40.26 %                                                   | Nicolas Sarkozy                                           | UMP                                                       | 83.01 %                                                   |
| 2017                                                                                                 | 68.36 %                                                   | Emmanuel Macron                                           | EM                                                        | 31.64 %                                                   | Marine Le Pen                                             | FN                                                        | 77.81 %                                                   |
| 2022                                                                                                 | %                                                         | Emmanuel Macron                                           | LREM                                                      | %                                                         | Marine Le Pen                                             | RN                                                        | %                                                         |
| Élections législatives, résultats des deux meilleurs scores du dernier tour de scrutin.              |                                                           |                                                           |                                                           |                                                           |                                                           |                                                           |                                                           |
| Année                                                                                                | Élu                                                       | Élu                                                       | Élu                                                       | Battu                                                     | Battu                                                     | Battu                                                     | Participation                                             |
| Argenton-sur-Creuse est répartie sur plusieurs circonscriptions, cf. les résultats des .             |                                                           |                                                           |                                                           |                                                           |                                                           |                                                           |                                                           |
| Avant 2010, Argenton-sur-Creuse est répartie sur plusieurs circonscriptions, cf. les résultats des . |                                                           |                                                           |                                                           |                                                           |                                                           |                                                           |                                                           |
| 2002                                                                                                 | 53.85 %                                                   | Nicolas Forissier                                         | UMP                                                       | 46.15 %                                                   | André Laignel                                             | PS                                                        | 67.80 %                                                   |
| 2007                                                                                                 | 51.27 %                                                   | Marie-Françoise Bechtel                                   | DVG                                                       | 48.73 %                                                   | Nicolas Forissier                                         | UMP                                                       | 64.66 %                                                   |
| Après 2010, Argenton-sur-Creuse est répartie sur plusieurs circonscriptions, cf. les résultats de .  |                                                           |                                                           |                                                           |                                                           |                                                           |                                                           |                                                           |
| 2012                                                                                                 | 59.36 %                                                   | Isabelle Bruneau                                          | PS                                                        | 40.64 %                                                   | Nicolas Forissier                                         | UMP                                                       | 64.21 %                                                   |
| 2017                                                                                                 | 56.08 %                                                   | Sophie Guerin                                             | MDM                                                       | 43.92 %                                                   | Nicolas Forissier                                         | UMP                                                       | 46.83 %                                                   |
| 2022                                                                                                 | %                                                         |                                                           |                                                           | %                                                         |                                                           |                                                           | %                                                         |
| 2024                                                                                                 | %                                                         |                                                           |                                                           | %                                                         |                                                           |                                                           | %                                                         |
| Élections européennes, résultats des deux meilleurs scores.                                          |                                                           |                                                           |                                                           |                                                           |                                                           |                                                           |                                                           |
| Année                                                                                                | Liste 1re                                                 | Liste 1re                                                 | Liste 1re                                                 | Liste 2e                                                  | Liste 2e                                                  | Liste 2e                                                  | Participation                                             |
| 2004                                                                                                 | 37.68 %                                                   | Catherine Guy-Quint                                       | PS                                                        | 18.19 %                                                   | Brice Hortefeux                                           | UMP                                                       | 47.64 %                                                   |
| 2009                                                                                                 | 28.82 %                                                   | Jean-Pierre Audy                                          | UMP                                                       | 25.60 %                                                   | Henri Weber                                               | PS                                                        | 43.89 %                                                   |
| 2014                                                                                                 | 20.58 %                                                   | Brice Hortefeux                                           | UMP                                                       | 20.29 %                                                   | Bernard Monot                                             | FN                                                        | 48.41 %                                                   |
| 2019                                                                                                 | 21.22 %                                                   | Jordan Bardella                                           | RN                                                        | 20.37 %                                                   | Nathalie Loiseau                                          | LREM                                                      | 58.41 %                                                   |
| 2024                                                                                                 | %                                                         |                                                           |                                                           | %                                                         |                                                           |                                                           | %                                                         |
| Élections régionales, résultats des deux meilleurs scores.                                           |                                                           |                                                           |                                                           |                                                           |                                                           |                                                           |                                                           |
| Année                                                                                                | Liste 1re                                                 | Liste 1re                                                 | Liste 1re                                                 | Liste 2e                                                  | Liste 2e                                                  | Liste 2e                                                  | Participation                                             |
| 2004                                                                                                 | 63.85 %                                                   | Michel Sapin                                              | PS                                                        | 27.18 %                                                   | Serge Vinçon                                              | UMP                                                       | 74.07 %                                                   |
| 2010                                                                                                 | 60.47 %                                                   | François Bonneau                                          | PS                                                        | 30.74 %                                                   | Hervé Novelli                                             | UMP                                                       | 54.64 %                                                   |
| 2015                                                                                                 | 46.38 %                                                   | François Bonneau                                          | PS                                                        | 30.97 %                                                   | Philippe Vigier                                           | UDI                                                       | 61.91 %                                                   |
| 2021                                                                                                 | %                                                         |                                                           |                                                           | %                                                         |                                                           |                                                           | %                                                         |
| Élections cantonales, résultats des deux meilleurs scores du dernier tour de scrutin.                |                                                           |                                                           |                                                           |                                                           |                                                           |                                                           |                                                           |
| Année                                                                                                | Élu                                                       | Élu                                                       | Élu                                                       | Battu                                                     | Battu                                                     | Battu                                                     | Participation                                             |
| Argenton-sur-Creuse est répartie sur plusieurs cantons, cf. les résultats de ceux de .               |                                                           |                                                           |                                                           |                                                           |                                                           |                                                           |                                                           |
| 2001                                                                                                 | %                                                         |                                                           |                                                           | %                                                         |                                                           |                                                           | indisponible %                                            |
| 2004                                                                                                 | 54.31 %                                                   | Jean Roy                                                  | DIV                                                       | 45.69 %                                                   | Michel Quinet                                             | PS                                                        | %                                                         |
| 2008                                                                                                 | %                                                         |                                                           |                                                           | %                                                         |                                                           |                                                           | indisponible %                                            |
| 2011                                                                                                 | 56.96 %                                                   | Jean Roy                                                  | DIV                                                       | 43.04 %                                                   | Michel Quinet                                             | PS                                                        | 55.18 %                                                   |
| Élections départementales, résultats des deux meilleurs scores du dernier tour de scrutin.           |                                                           |                                                           |                                                           |                                                           |                                                           |                                                           |                                                           |
| Année                                                                                                | Élus                                                      | Élus                                                      | Élus                                                      | Battus                                                    | Battus                                                    | Battus                                                    | Participation                                             |
| Argenton-sur-Creuse est répartie sur plusieurs cantons, cf. les résultats de ceux de .               |                                                           |                                                           |                                                           |                                                           |                                                           |                                                           |                                                           |
| 2015                                                                                                 | 44.82 %                                                   | Jean-Claude Blin Jocelyne Giraud                          | PS                                                        | 41.81 %                                                   | Ludovic Livernette Martine Vert                           | UD                                                        | 59.75 %                                                   |
| 2021                                                                                                 | %                                                         |                                                           |                                                           | %                                                         |                                                           |                                                           | %                                                         |
| Référendums.                                                                                         |                                                           |                                                           |                                                           |                                                           |                                                           |                                                           |                                                           |
| Année                                                                                                | Oui (national)                                            | Oui (national)                                            | Oui (national)                                            | Non (national)                                            | Non (national)                                            | Non (national)                                            | Participation                                             |
| 1992                                                                                                 | 47.53 % (51,04 %)                                         | 47.53 % (51,04 %)                                         | 47.53 % (51,04 %)                                         | 52.47 % (48,96 %)                                         | 52.47 % (48,96 %)                                         | 52.47 % (48,96 %)                                         | 75.17 %                                                   |
| 2000                                                                                                 | 70.88 % (73,21 %)                                         | 70.88 % (73,21 %)                                         | 70.88 % (73,21 %)                                         | 29.12 % (26,79 %)                                         | 29.12 % (26,79 %)                                         | 29.12 % (26,79 %)                                         | 33.80 %                                                   |
| 2005                                                                                                 | 38.09 % (45,33 %)                                         | 38.09 % (45,33 %)                                         | 38.09 % (45,33 %)                                         | 61.91 % (54,67 %)                                         | 61.91 % (54,67 %)                                         | 61.91 % (54,67 %)                                         | 72.36 %                                                   |

#### Liste des maires
| Période                                  | Période         | Identité       | Étiquette | Qualité |
| ---------------------------------------- | --------------- | -------------- | --------- | --- |
| 7 juillet 1944                           | 7 novembre 1944 | Joseph Dupuis  | ?         | Entrepreneur de travaux publics |
| 7 novembre 1944                          | 1945            | Armand Coulaud | ?         | Négociant |
| 19 mai 1945                              | 21 octobre 1947 | René Ferrant   | Radical   | Conseiller général d'Argenton-sur-Creuse (1949-1959) Entrepreneur de travaux publics                                                    |
| 21 octobre 1947                          | mars 1959       | Joseph Dupuis  | ?         | ? |
| 5 mai 1959                               | mars 1983       | Jean Frappat   | Radical   | Conseiller général d'Argenton-sur-Creuse (1959-1973) Vétérinaire                                                                        |
| mars 1983                                | juin 1995       | André Advenier | UDF       | Conseiller régional du Centre (1998-2004) Conseiller général d'Argenton-sur-Creuse (1983-1988) Vétérinaire                              |
| juin 1995                                | juin 2001       | Michel Sapin   | PS        | Conseiller de tribunal administratif |
| juin 2001                                | 2002            | Michel Quinet  | PS        | Médecin |
| 2002                                     | avril 2004      | Michel Sapin   | PS        | ? |
| avril 2004                               | 2007            | Michel Quinet  | PS        | Médecin |
| 2007                                     | juin 2012,      | Michel Sapin   | PS        | Député de l'Indre (1re circ.) (2007-2012) Président de la communauté de communes du pays d'Argenton-sur-Creuse (1993-2012)              |
| 29 juin 2012,                            | mars 2014       | Michel Quinet  | PS        | Médecin |
| mars 2014,                               | En cours        | Vincent Millan | PS        | Contrôleur de gestion au conseil général du Cher Président de la communauté de communes Éguzon - Argenton - Vallée de la Creuse (2012-) |
| Les données manquantes sont à compléter. |                 |                |           | |

### Jumelages
La commune est jumelée avec :
- Ulm (Allemagne) depuis 1990 ;
- Tokomadji (Mauritanie) depuis 1990 ;
- Bellona (Italie) depuis 1997.

## Équipements et services publics

### Espaces publics
- Office de tourisme[94]
- Hôtel des impôts[95]
- Trésor public[95]
- Pôle emploi[96]
- Caisse d'allocations familiales[97]

### Enseignement
La commune dépend de la circonscription académique de La Châtre.

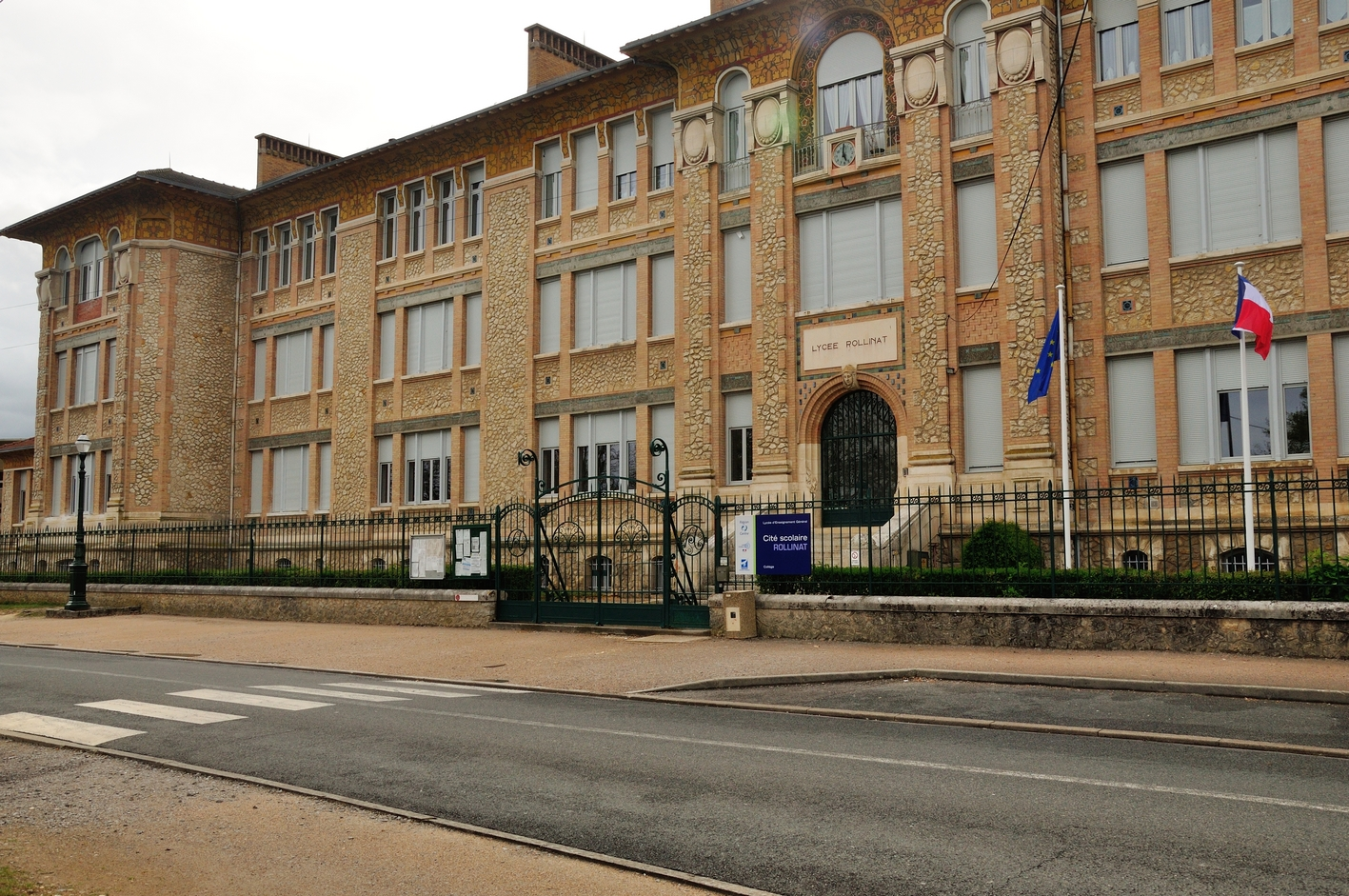
Le lycée public Rollinat en 2012.

### Postes et télécommunications
Argenton-sur-Creuse compte un bureau de poste.

### Santé
La commune a construit une maison de santé pluridisciplinaire, dans laquelle de nombreuses professions de santé sont représentées.

### Justice, sécurité, secours et défense
- Police municipale[101]
- Gendarmerie nationale[102]
- Centre de secours principal[103]
- Centre d'entretien et d'exploitation des routes du conseil départemental de l'Indre[104]
- Centre d'entretien et d'intervention de la direction interdépartementale des routes centre-ouest[105]

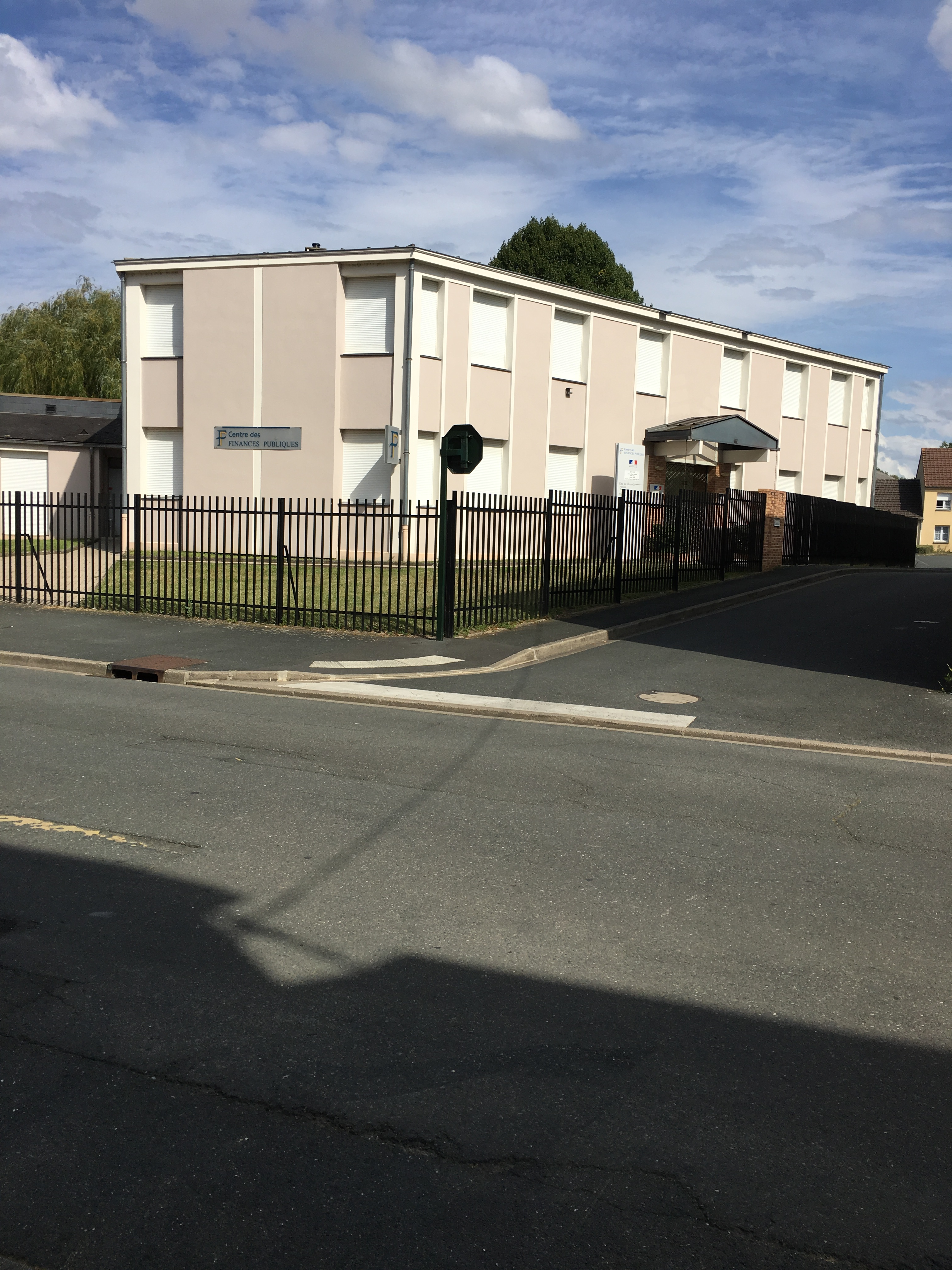
Le centre des finances publiques en 2017.
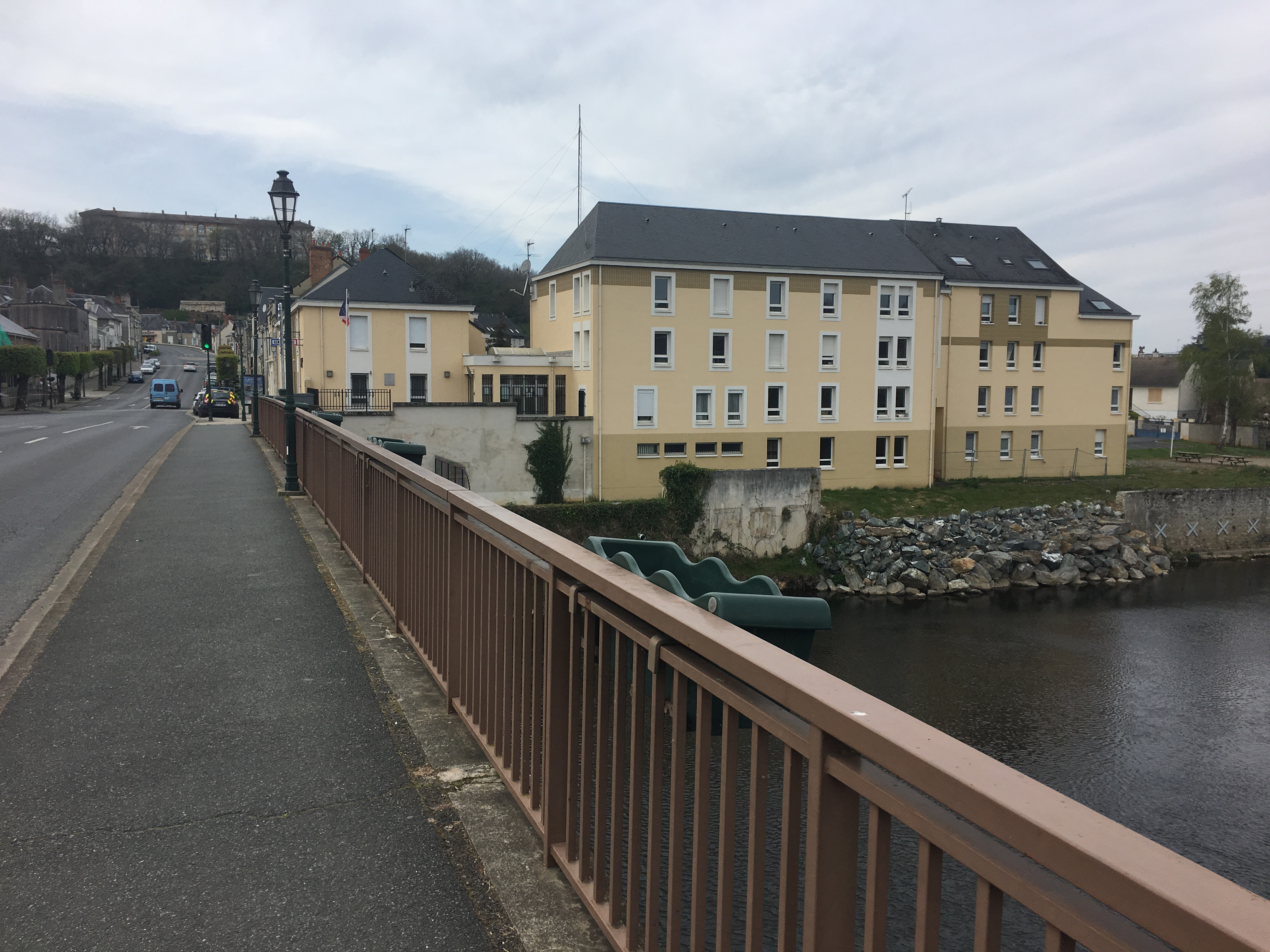
La Gendarmerie nationale en 2019.

## Population et société

### Démographie
L'évolution du nombre d'habitants est connue à travers les recensements de la population effectués dans la commune depuis 1793. Pour les communes de moins de 10 000 habitants, une enquête de recensement portant sur toute la population est réalisée tous les cinq ans, les populations de référence des années intermédiaires étant quant à elles estimées par interpolation ou extrapolation. Pour la commune, le premier recensement exhaustif entrant dans le cadre du nouveau dispositif a été réalisé en 2007.

En 2022, la commune comptait 4 817 habitants, en évolution de −2,49 % par rapport à 2016 (Indre : −3 %, France hors Mayotte : +2,11 %).
| 1793  | 1800  | 1806  | 1821  | 1831  | 1836  | 1841  | 1846  | 1851  |
| ----- | ----- | ----- | ----- | ----- | ----- | ----- | ----- | ----- |
| 4 064 | 3 458 | 3 428 | 3 770 | 3 964 | 4 319 | 4 346 | 4 546 | 5 332 |

| 1856  | 1861  | 1866  | 1872  | 1876  | 1881  | 1886  | 1891  | 1896  |
| ----- | ----- | ----- | ----- | ----- | ----- | ----- | ----- | ----- |
| 5 242 | 4 765 | 5 219 | 5 274 | 5 582 | 5 909 | 6 388 | 6 270 | 6 118 |

| 1901  | 1906  | 1911  | 1921  | 1926  | 1931  | 1936  | 1946  | 1954  |
| ----- | ----- | ----- | ----- | ----- | ----- | ----- | ----- | ----- |
| 6 281 | 6 275 | 6 122 | 5 575 | 5 504 | 5 412 | 5 710 | 6 111 | 6 109 |

| 1962  | 1968  | 1975  | 1982  | 1990  | 1999  | 2006  | 2007  | 2012  |
| ----- | ----- | ----- | ----- | ----- | ----- | ----- | ----- | ----- |
| 6 344 | 6 400 | 6 424 | 5 848 | 5 193 | 5 146 | 5 185 | 5 180 | 5 021 |

| 2017  | 2022  | - | - | - | - | - | - | - |
| ----- | ----- | - | - | - | - | - | - | - |
| 4 927 | 4 817 | - | - | - | - | - | - | - |

### Manifestations culturelles et festivités
- Festival Les Intemporel-les (musique). La première édition des Intemporel-les prend place en 2022, à la place du festival Debussy dont la programmation se centrait sur les œuvres du compositeur Claude Debussy. Les Intemporel-les a lieu au même emplacement, à la même période : dans les Jardins de la Grenouille à Argenton-sur-Creuse la dernière semaine de juillet[110],[111], et propose une programmation variée allant de la musique classique à la musique du monde en passant par le jazz, la musique électronique et la chanson[112],[113].
- Festival Mercuria (musique)
- Festival des Milliaires, du nom des bornes des voies romaines. Ce festival propose, autour d'une ancienne voie romaine allant d'Argenton au Blanc, des spectacles, échanges ou conférences adaptés aux lieux qui jalonnent cette voie. Depuis sa création, le festival a reçu des artistes tels que les Ménestriers Picards, Philippe Brunet, sa compagnie Demodocos et le chœur antique de la Sorbonne, etc.

### Sports
Le territoire communal est traversé par le sentier de grande randonnée de pays du Val de Creuse et par la voie verte des Vallées.

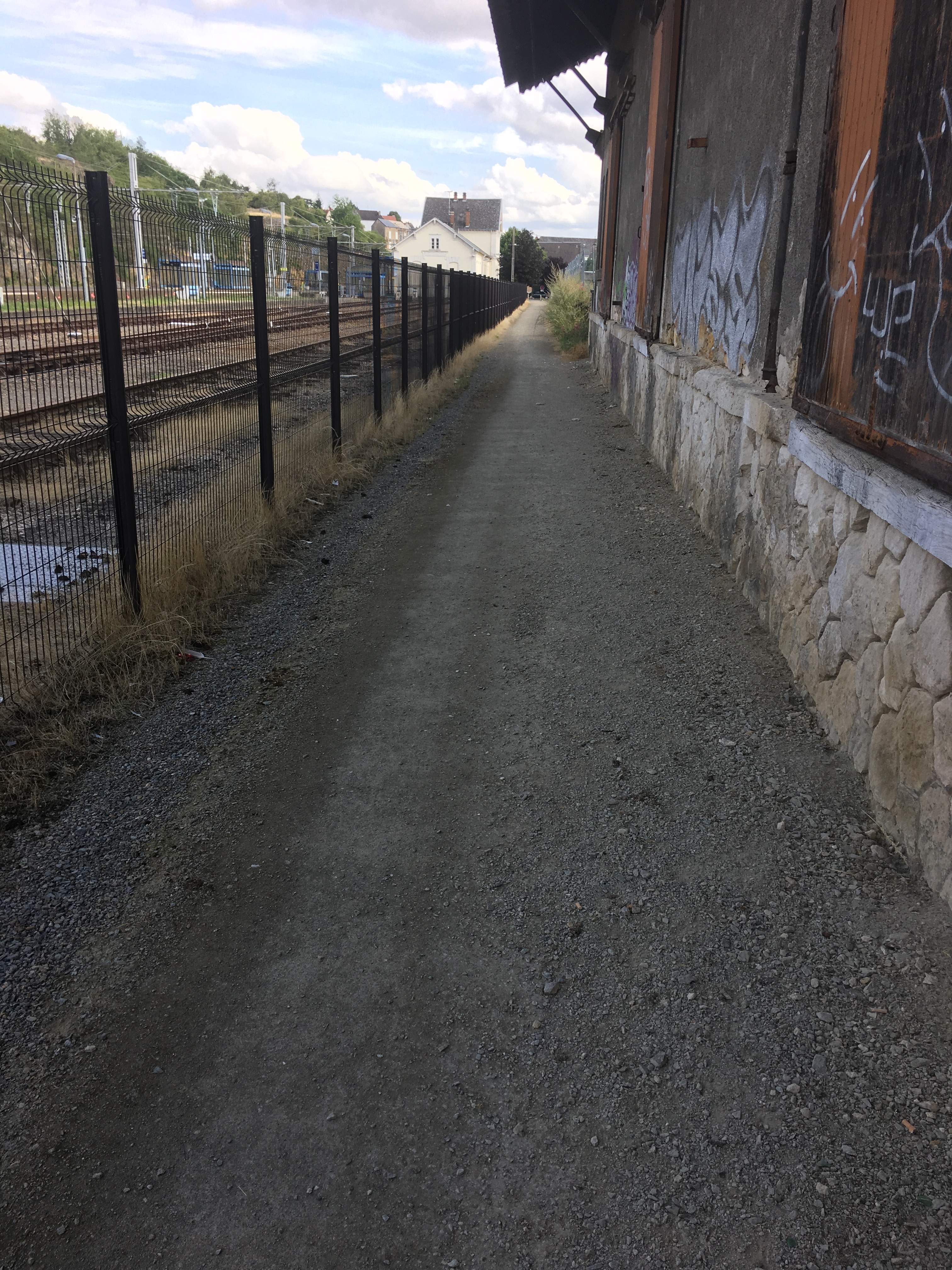
La voie verte des Vallées en 2017.

### Médias
La commune est couverte par les médias suivants : La Nouvelle République du Centre-Ouest, Le Berry républicain, L'Écho - La Marseillaise, La Bouinotte, Le Petit Berrichon, L'Écho du Berry, France 3 Centre-Val de Loire, Berry Issoudun Première, Vibration, Forum, France Bleu Berry et RCF en Berry.

### Cultes

#### Culte catholique
Argenton-sur-Creuse est situé dans l'archidiocèse de Bourges, le doyenné du Val de Creuse et la paroisse de Saint-Sauveur - Argenton-sur-Creuse. Le lieu de culte principal est l'église Saint-Sauveur.

##### Culte marial
Le culte des Argentonnais pour la Vierge Marie qui domine leur ville remonte au moins au XVe siècle. Le premier pèlerinage connu a lieu en 1633. Notre-Dame-des-Bancs ou des Vignes a été initialement la chapelle castrale érigée par un Chauvigny pour la forteresse construite sur la ville haute ainsi qu'une étape sur la via Lemovicensis, le chemin allant de Vézelay à Saint-Jacques-de-Compostelle. Elle est devenue une vicairie dont l’histoire est connue dès 1430. En 1631, le château est démantelé sur ordre de Richelieu mais la chapelle est conservée. Une épidémie de peste l’année suivante épargne Argenton. En témoignage de reconnaissance, les habitants font le vœu de « chomer et de solenniser tous les ans à perpétuité la fête de la Présentation de Notre-Dame et d’aller en procession et chanter la grand’messe à Notre-Dame-des-Bancs ». À partir de 1633, une statue du XVe siècle de la Vierge à l'Enfant est ainsi conduite chaque année par les paroissiens jusqu’à la chapelle. À la Révolution française, la statue est profanée. Corde au cou, elle est conduite à la Creuse et jetée à la rivière. Une femme pieuse l’a récupérée et restituée après la Terreur. Le pèlerinage a repris en 1802.
La chapelle, en très mauvais état à la fin du XIXe siècle, a été entièrement reconstruite en 1888, à l'initiative du chanoine Clovis Moulin, curé d'Argenton, et grâce à un legs. En 1889, une statue de la Vierge en cuivre doré est érigée sur le nouvel édifice. Mesurant 6,50 m de haut, pesant trois tonnes, elle a été tirée depuis la gare jusqu’au sanctuaire par treize chevaux et dix bœufs, non sans difficultés, sous les vivats de la population. La statue est bénite le 2 juillet par l’archevêque de Bourges, entouré de nombreux prélats et prêtres. Elle est désormais appelée la « Bonne-Dame ». Sur le fronton de la chapelle est gravée l'inscription : Posuerunt me custodem (ils me posèrent là pour les protéger),.
En 1942, un prêtre breton, l’abbé Letourneux, prisonnier évadé, se réfugie à Argenton. Nommé en 1943 vicaire de l’église Saint-Sauveur, il décide de reprendre le pèlerinage traditionnel pour les malades et handicapés qui désirent se mettre sous la protection de la Bonne-Dame. En septembre de chaque année, les paroissiens se réunissent à l’église Saint-Sauveur. Ils vont en procession par le Vieux-Pont vers la chapelle, escortant en chantant la statue de la Vierge à l’Enfant, portée à l’épaule par quatre Argentonnais. Des arcs de triomphe, des fleurs, des tentures, des bannières décorent le parcours vers le coteau. Après la guerre, le monument, en mauvais état, a été restauré et la statue redorée. Lors des fêtes du cinquantenaire de la première restauration par l’abbé Moulin, le cardinal Joseph-Charles Lefebvre, archevêque de Bourges, a béni la chapelle remise en état. Le pèlerinage des malades et handicapés est toujours célébré chaque année, le deuxième dimanche de septembre. La statue de la Vierge à l’Enfant du XVe siècle est désormais conservée dans la chapelle et une copie a été déposée à Saint-Sauveur.

#### Cultes protestants
Deux Églises évangéliques ont des activités cultuelles dans l'agglomération d'Argenton-sur-Creuse :
- Église Berry sud[118] : elle fait partie de l'union d'Églises France Mission[119]. Elle est membre du CNEF ;
- Église Évangélique Tzigane[120] : elle fait partie de la Mission Évangélique des Tziganes de France « Vie et Lumière ». Elle est membre de la FPF.

## Économie

### Revenus de la population et fiscalité
Le revenu net déclaré moyen par foyer fiscal et le pourcentage de foyers fiscaux imposables sont présentés dans les tableaux ci-dessous, :
|                     | 2009     | 2015     |
| Argenton-sur-Creuse | ?€       | 18 468 € |
| Indre               | 19 310 € | 19 175 € |
| Centre-Val de Loire | 22 400 € | 20 494 € |
| France              | 23 433 € | 20 566 € |

|                     | 2009   | 2015   |
| Argenton-sur-Creuse | ?%     | 46 %   |
| Indre               | 47,9 % | 48,7 % |
| Centre-Val de Loire | 55,1 % | 55,5 % |
| France              | 54,3 % | 55,4 % |

### Entreprises et commerces
Plusieurs magasins et commerces se trouvent dans la commune.
La commune se trouve dans l'aire géographique et dans la zone de production du lait, de fabrication et d'affinage du fromage Valençay.

### Tourisme et hébergement
Un camping est présent dans la commune. Il s'agit du camping municipal des Chambons qui dispose de 60 emplacements.

## Culture locale et patrimoine

### Ville et Pays d'art et d'histoire
Argenton-sur-Creuse a obtenu au concours des villes et villages fleuris trois fleurs en : 2004, 2005, 2006, 2007, 2008, 2011, 2013, 2014, 2015 et 2016.

Les bords de Creuse à Argenton-sur-Creuse
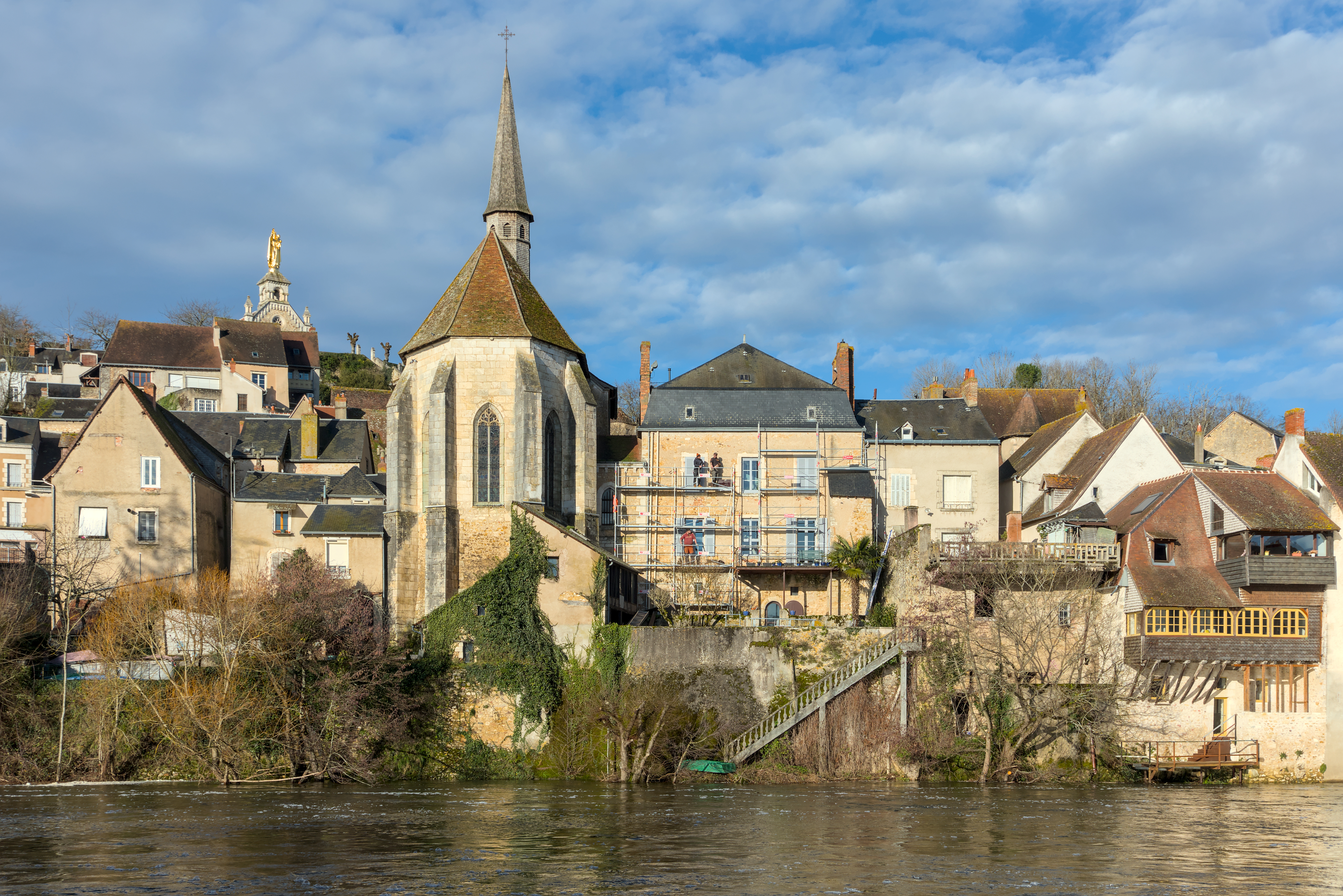
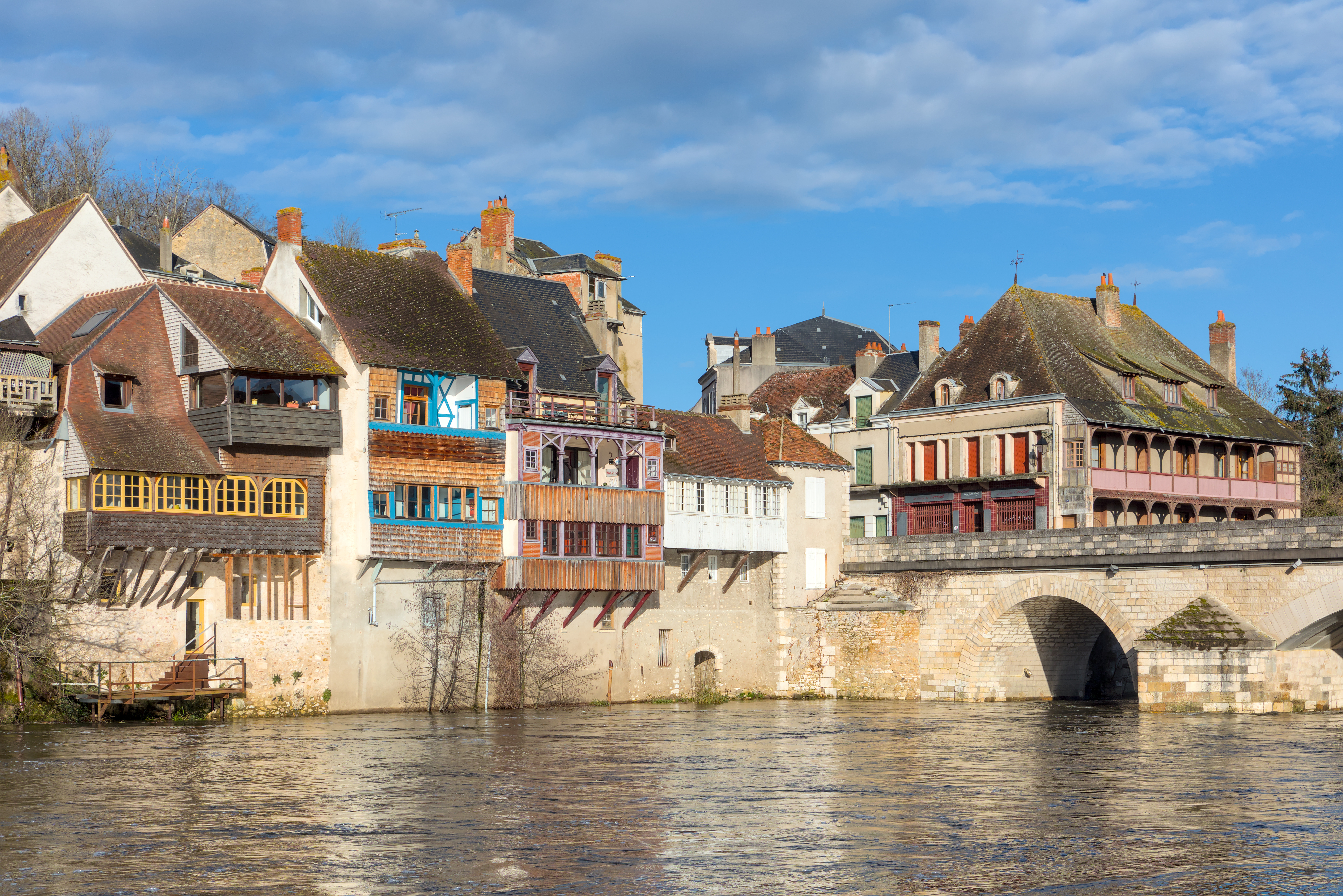
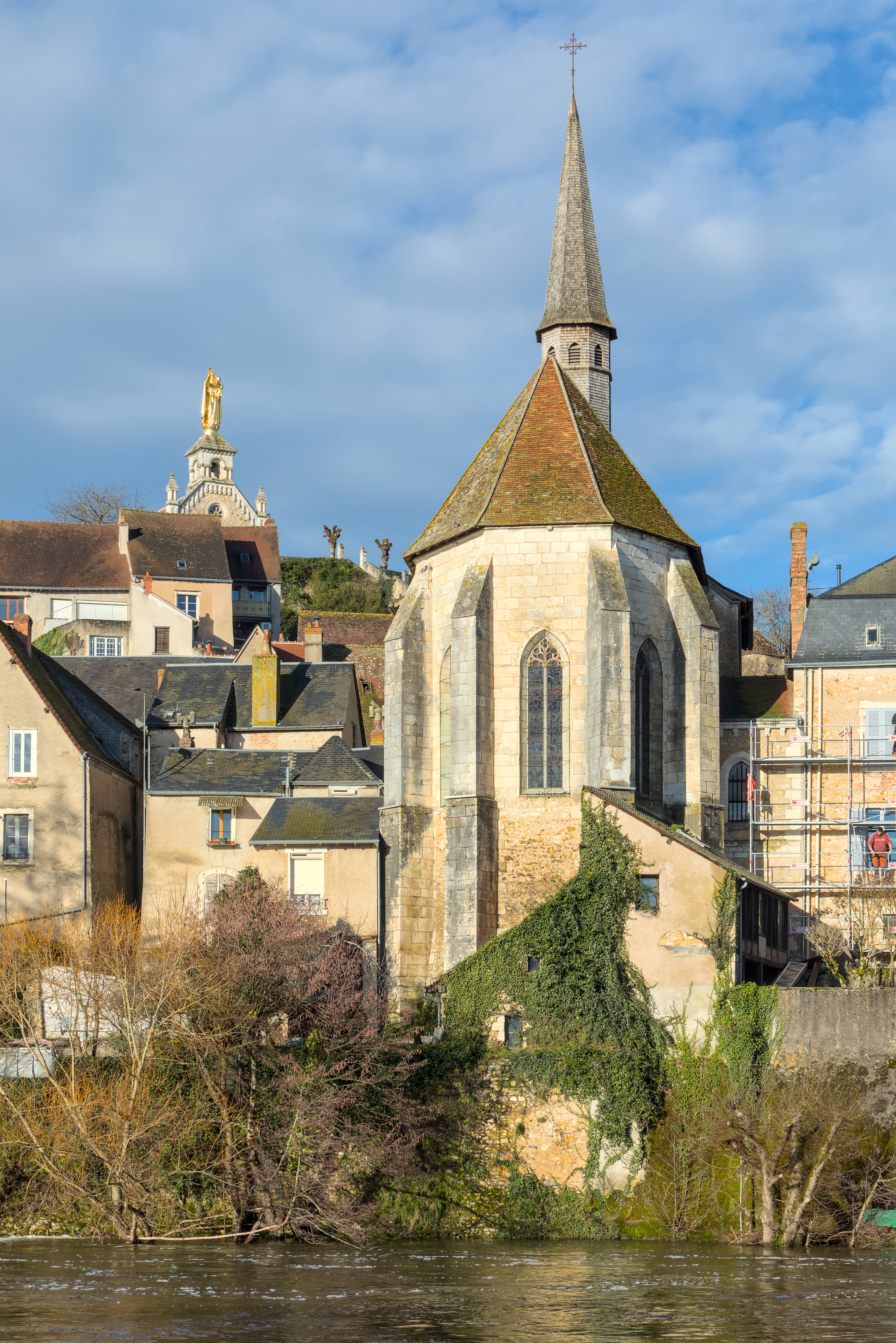
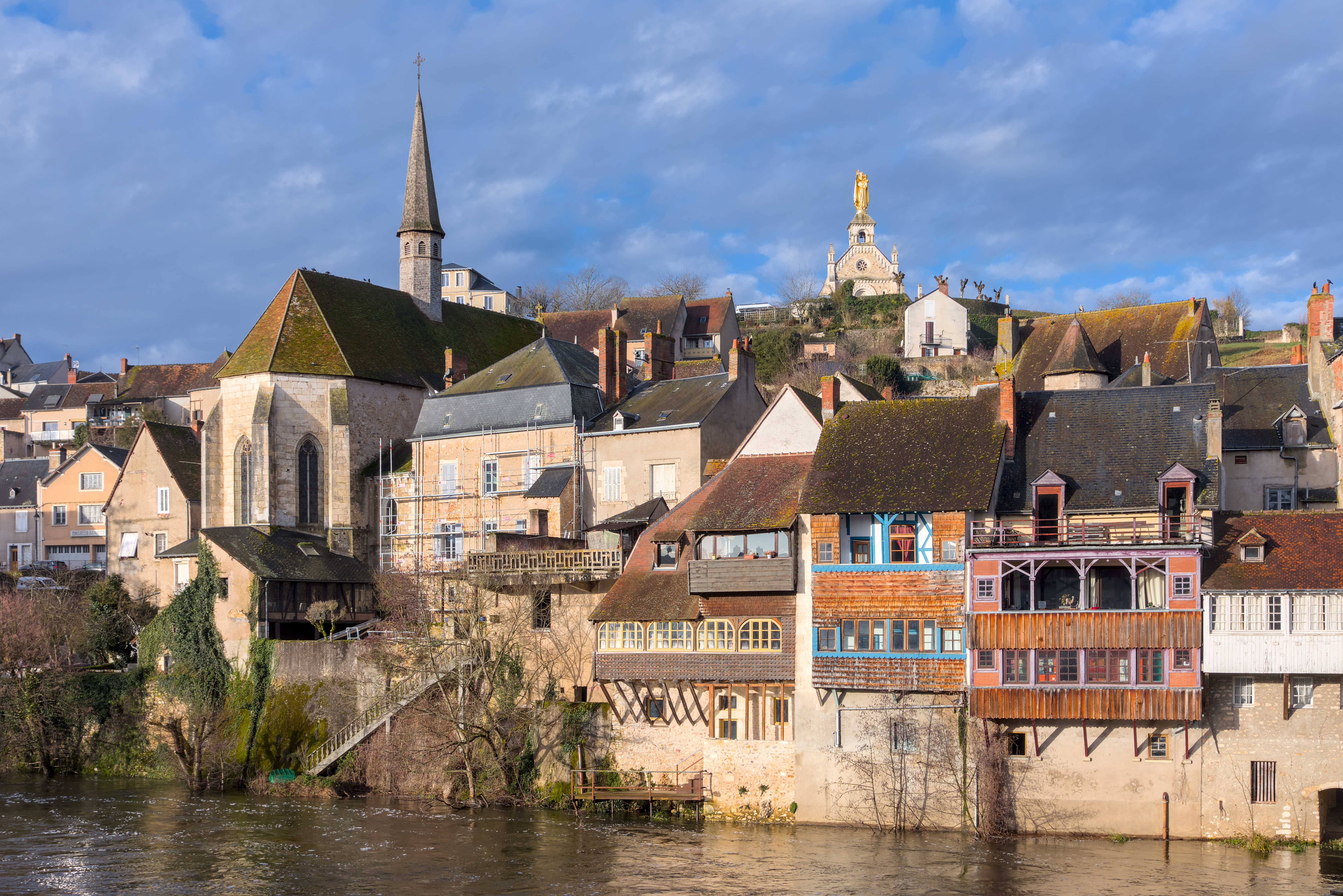
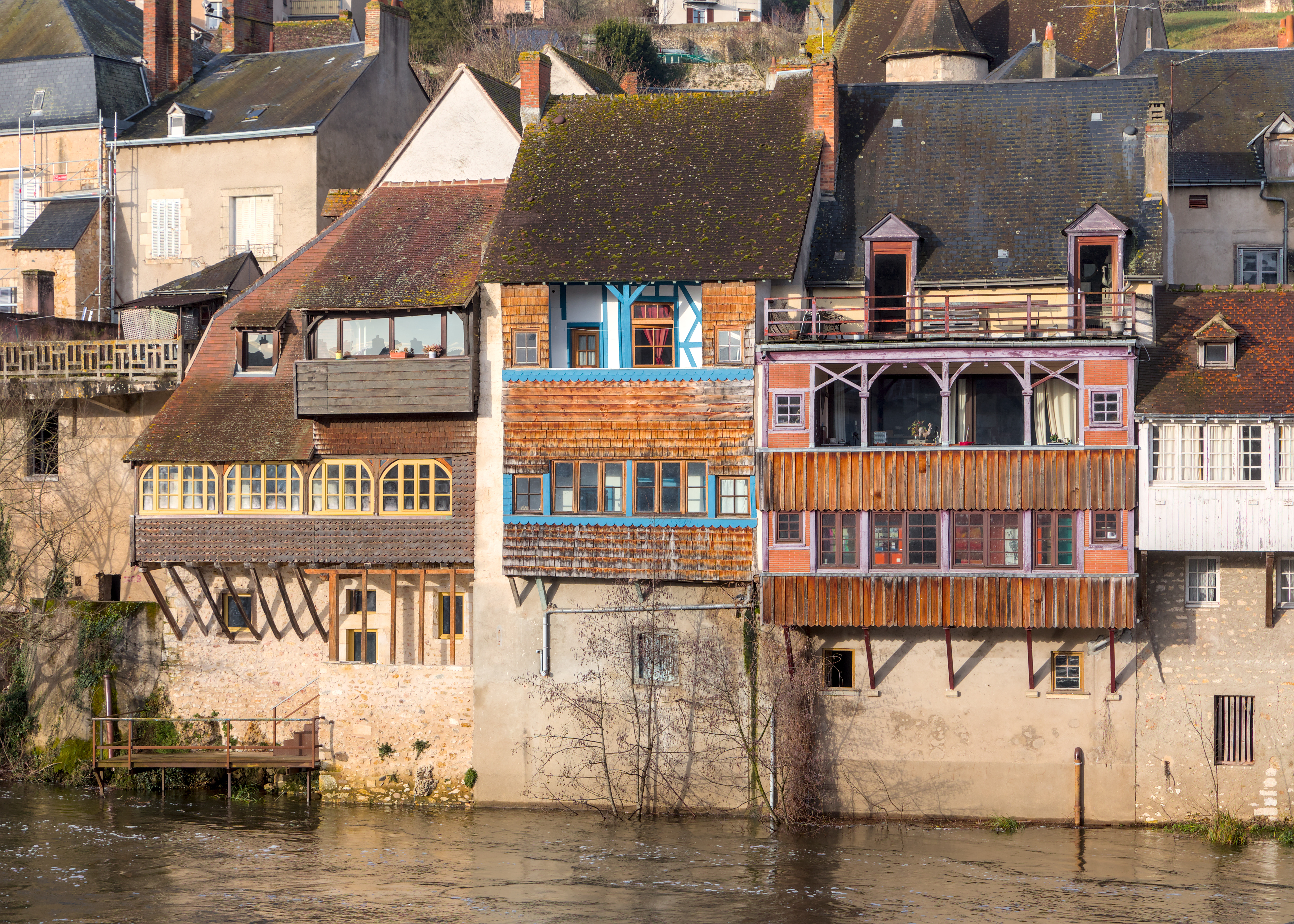
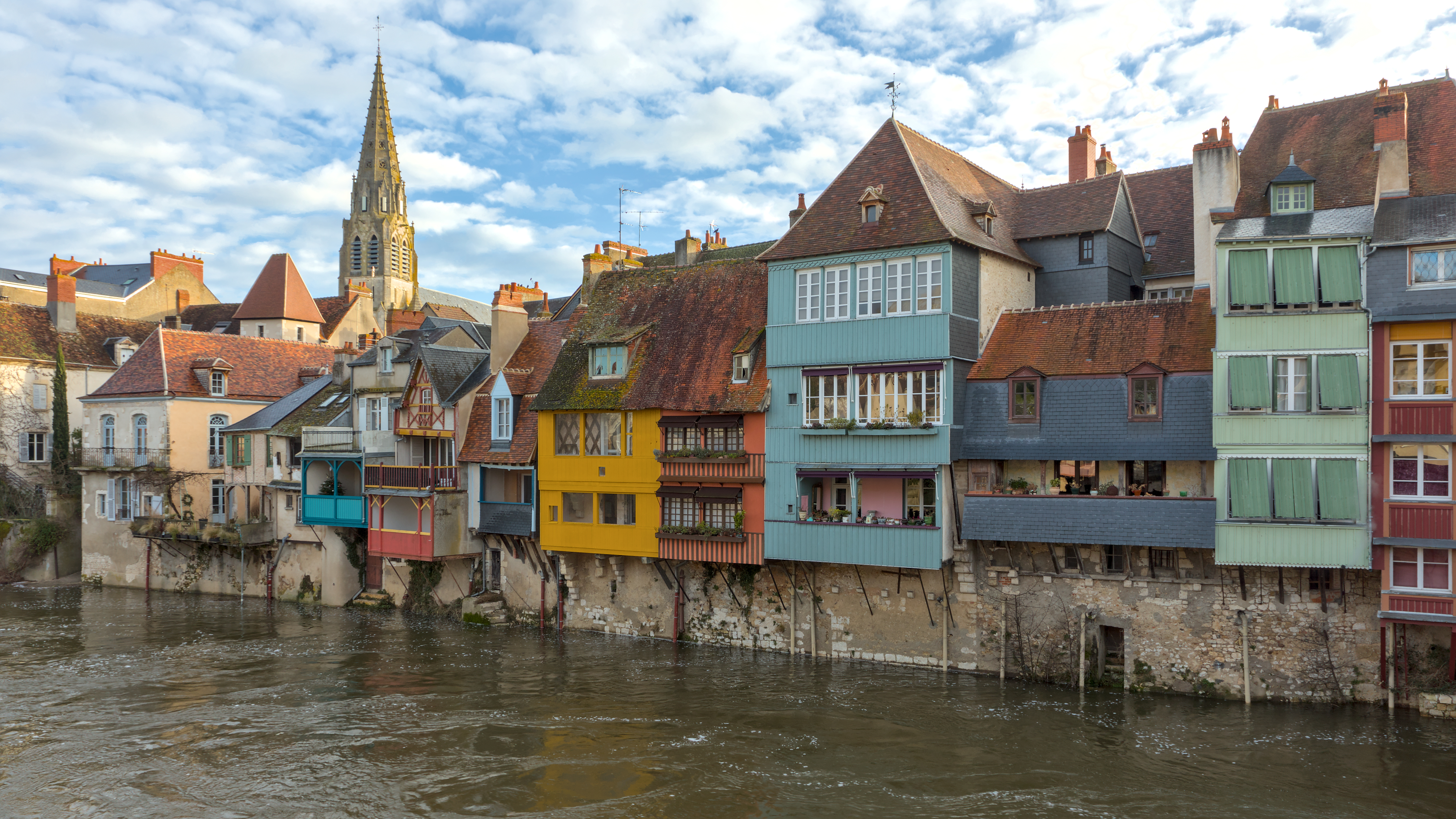

### Lieux et monuments

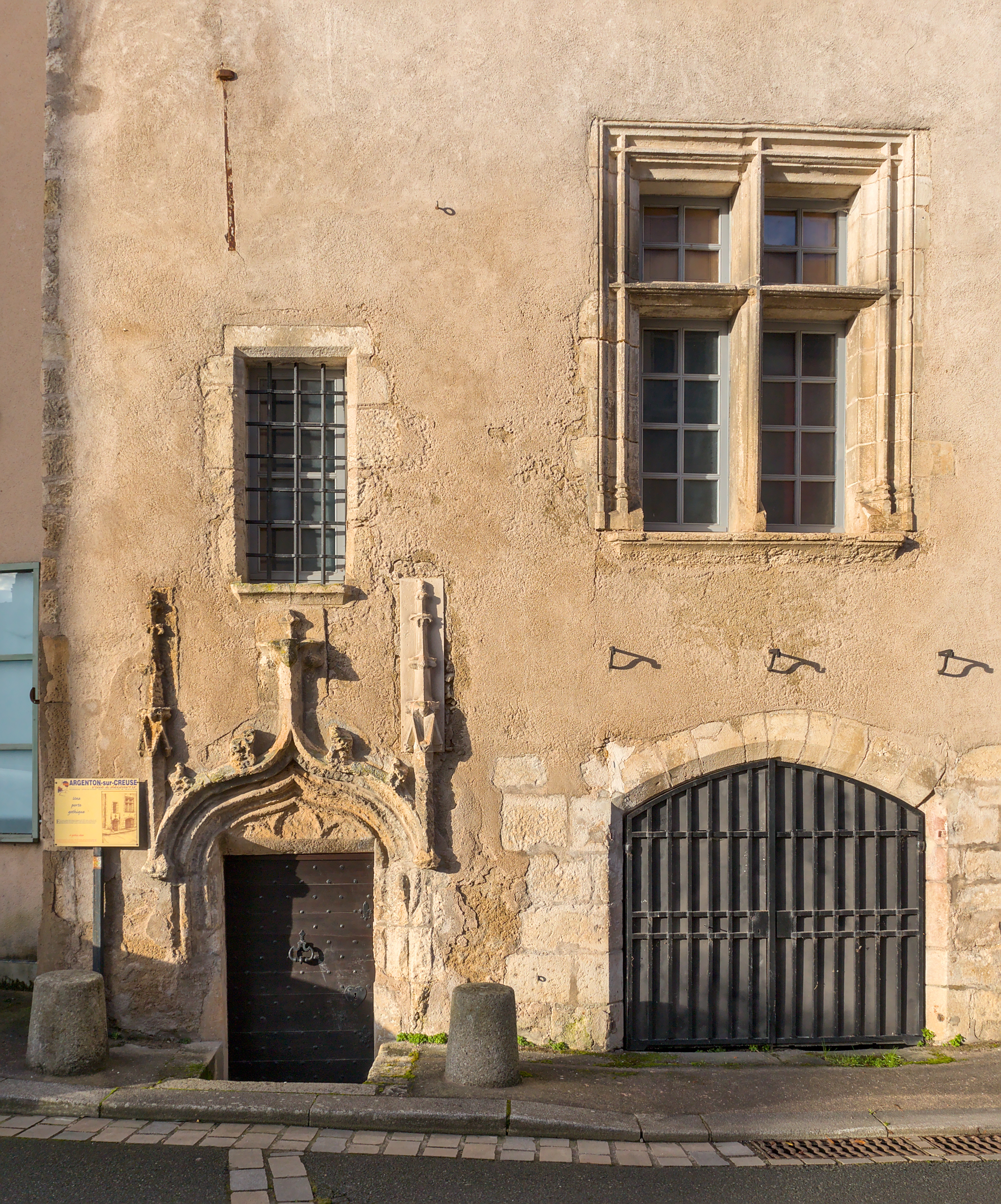
Eléments gothiques (portail, fenêtre) sur une maison au coin de la rue Raspail et de la rue des Vieilles Boucheries.
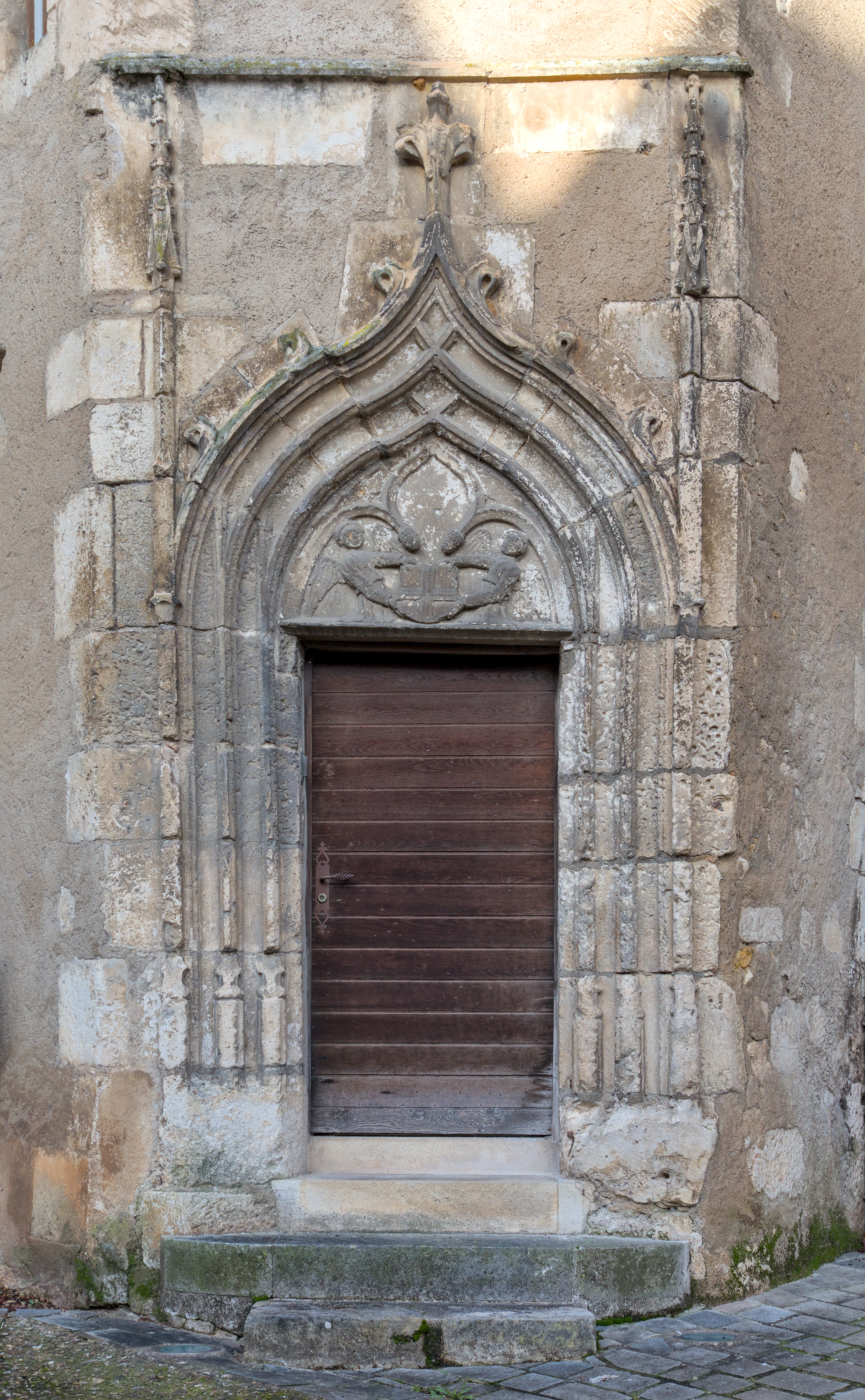
Portail de l'ancien collège.
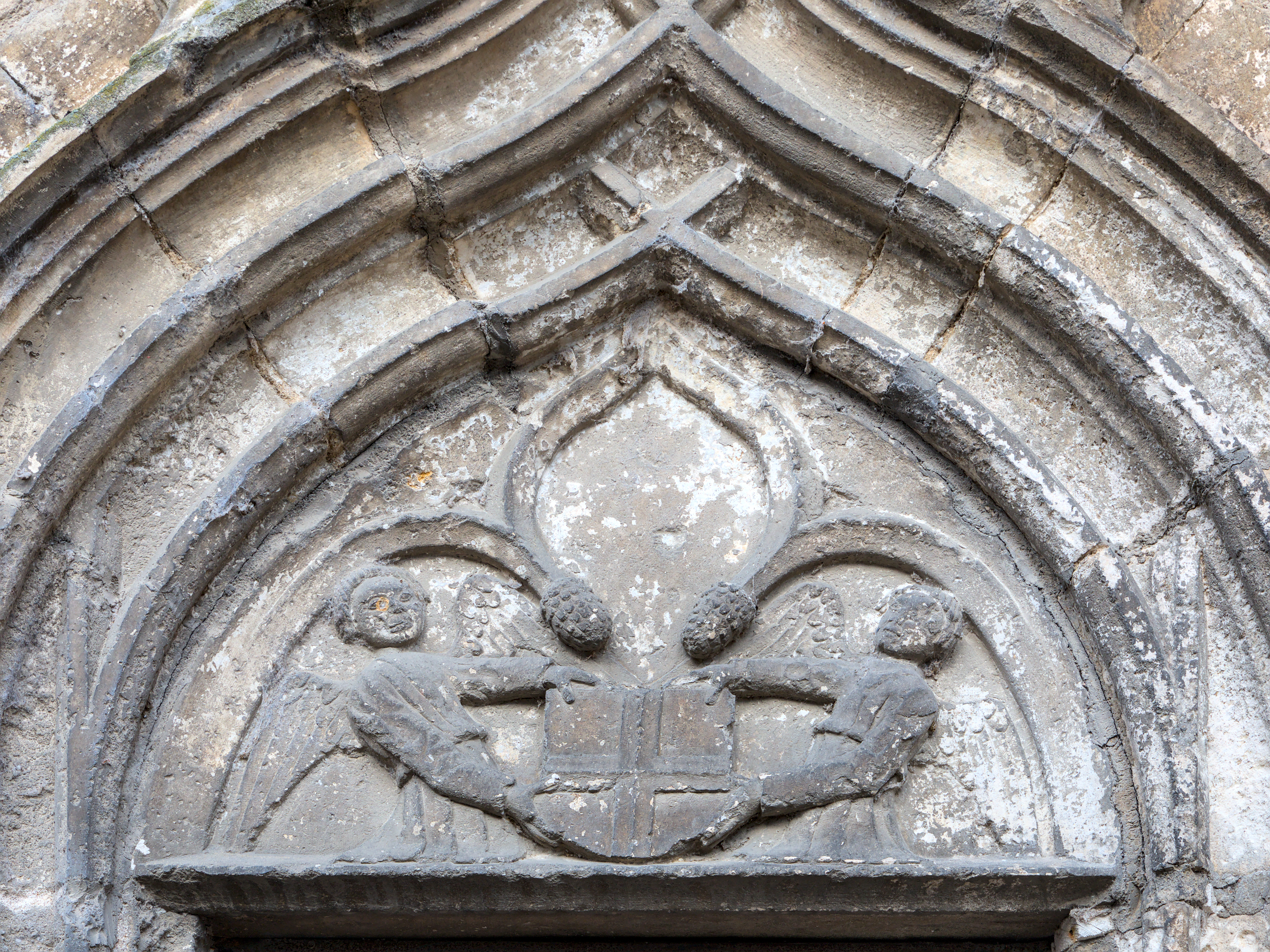
Tympan du portail de l'ancien collège.

#### Ruines du château féodal
Il ne reste aujourd'hui que quelques vestiges de l'immense forteresse, flanquée de dix tours, qui fut détruite sur ordre de Richelieu. Construit sur un promontoire dominant la ville, le château était devenu une menace permanente pour le pouvoir royal.
Sur l'aire de stationnement dont l'accès se fait par l'avenue Rollinat, on peut voir les ruines de la tour du Midi, surnommée la « tour Philipienne ». La tour d'Héracle, dont il reste quelques vestiges, était la plus grosse tour du château. Héracle fut lieutenant de l'empereur romain Decius. Dans le terrier d'Argenton conservé aux Archives de l'Indre, il est dit que c'est sous le règne de l'empereur Décius que furent livrés au martyre et à la mort Anastaise et Marcel.

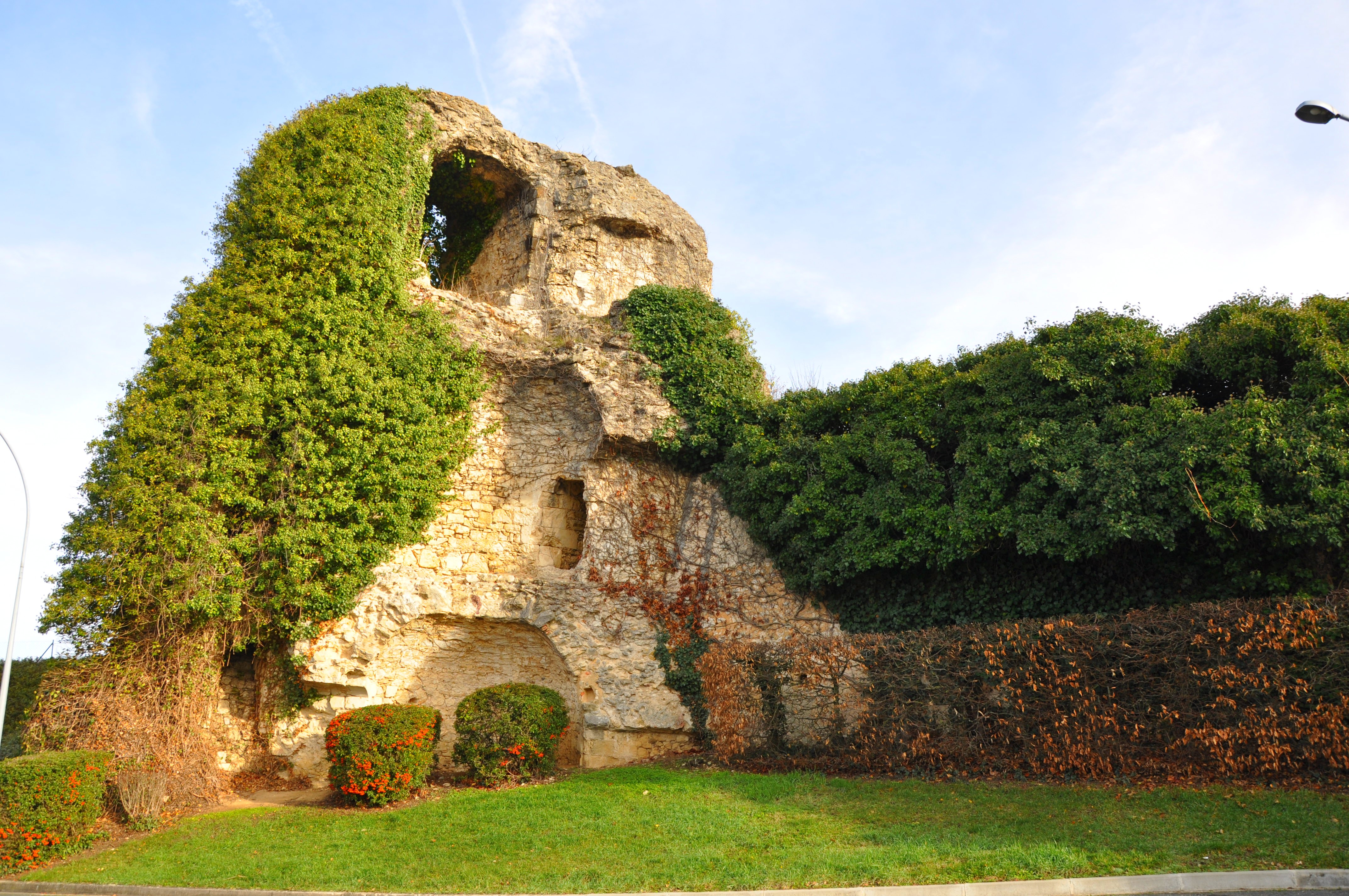
Les ruines de la Tour du Midi en 2009.

#### Église Saint-Sauveur
Si la première pierre de ce bâtiment a sans doute été posée au XIIIe siècle, pendant les travaux de construction de la ville basse, l'édifice que l'on peut admirer de nos jours remonte, quant à lui, au XVe siècle. À cette époque, Saint-Sauveur est une annexe de l'église paroissiale Saint-Étienne. En témoigne son beau clocher-porche de style néogothique (1863) qui, surplombé d'une remarquable flèche ajourée, mesure 50 mètres de haut.
Sur les consoles des chapiteaux figurent de gracieux anges musiciens et, dans la nef hexagonale, de magnifiques voûtes présentent des arêtes armoriées. L'ensemble a été restauré au XIXe siècle. L'intérieur de l'église a été restauré au XXe siècle. La plupart des statues ont été enlevées. On peut y voir un beau chemin de croix, œuvre de Jorge Carrasco, le peintre bolivien qui a réalisé, non loin de là, les fresques de l'église du Menoux.

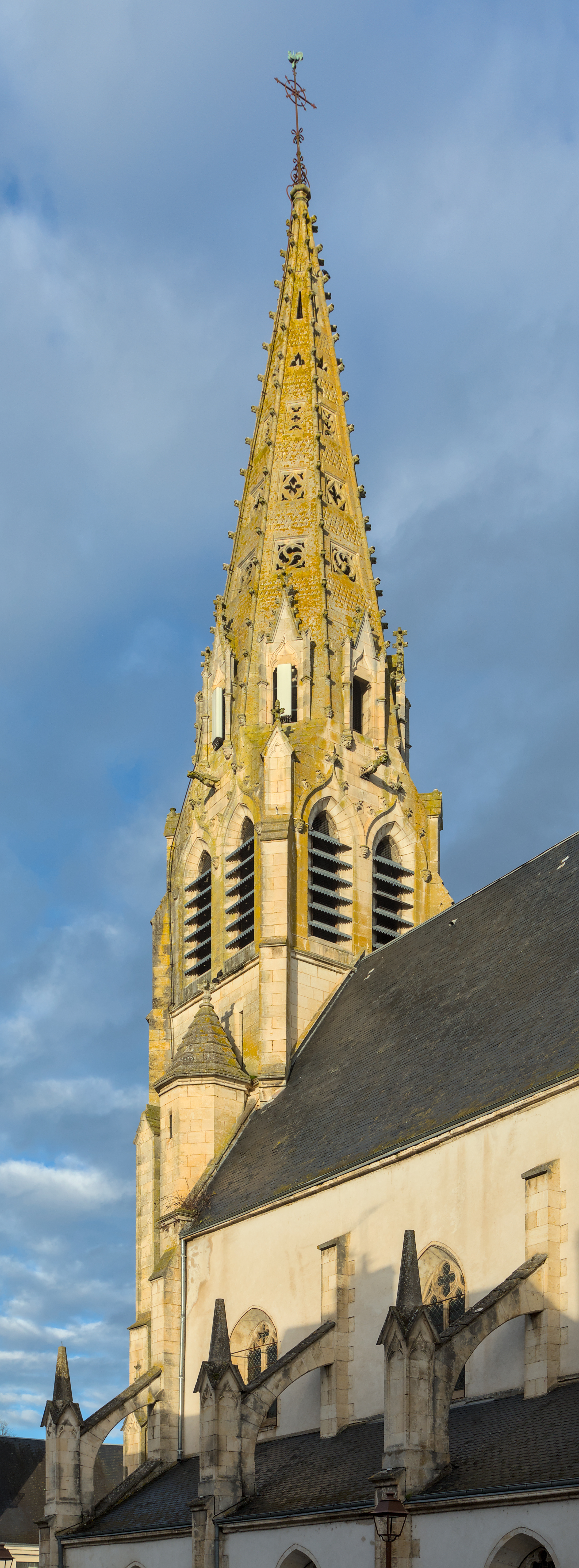
Le clocher de l'église en 2025.
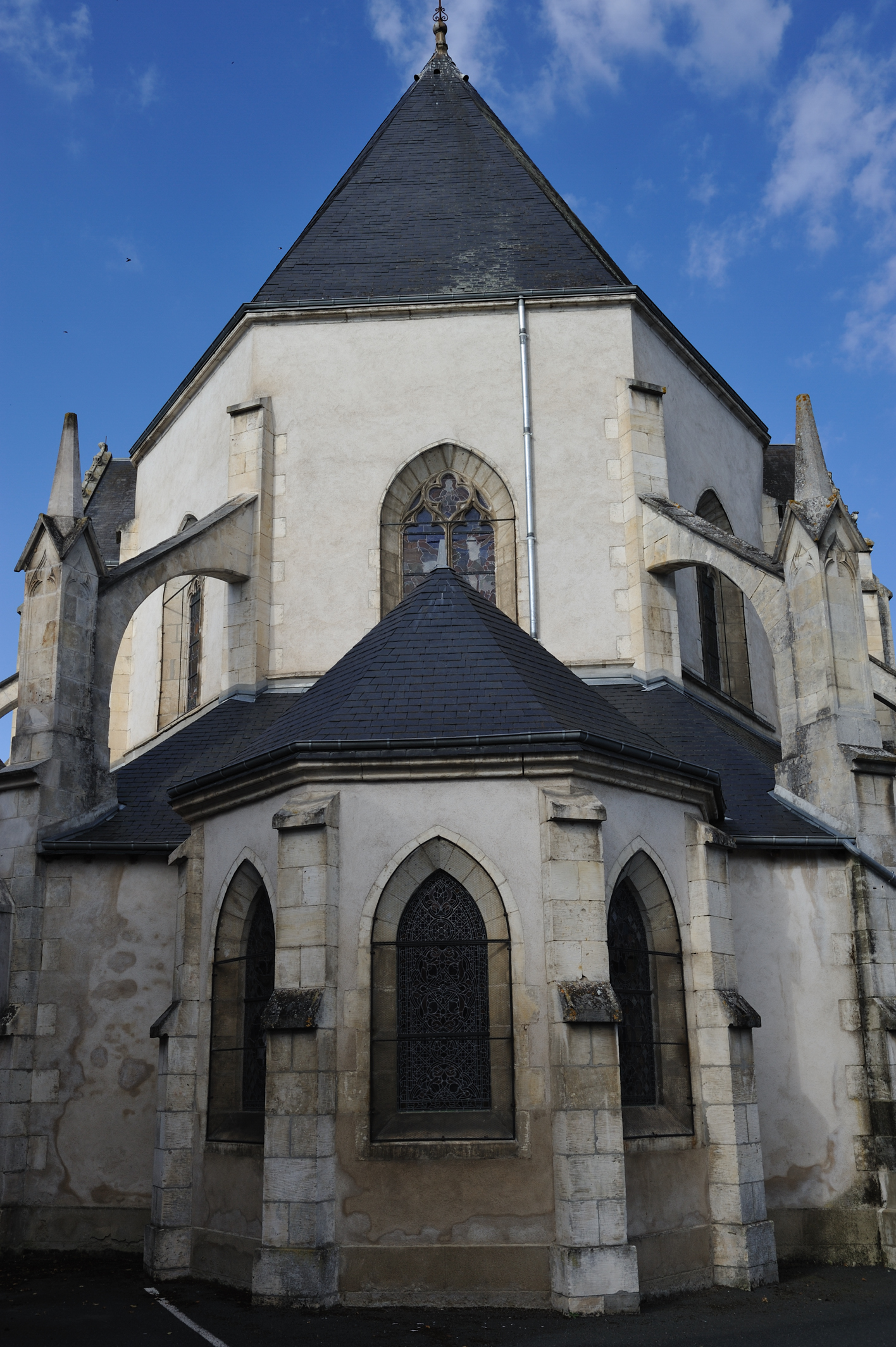
L'église en 2009.
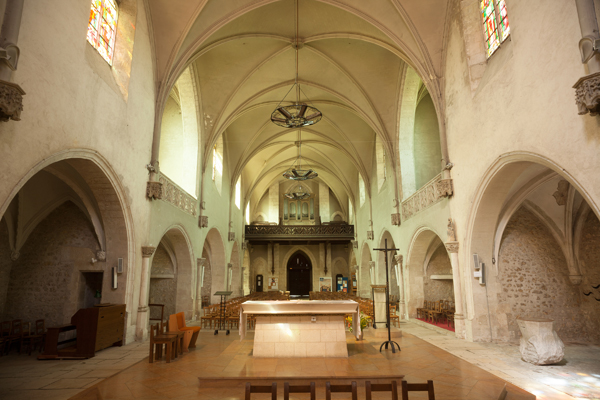
L'intérieur de l'église en 2015.
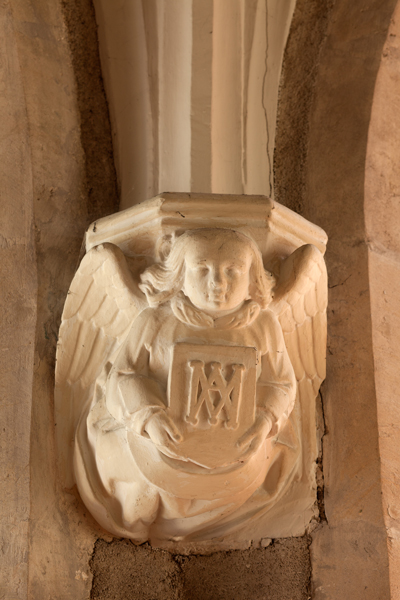
La statue en 2015.

#### Église Saint-Étienne
Un premier édifice chrétien aurait été construit au début du Moyen Âge sur le site d'un ancien édifice païen situé au croisement de deux voies antiques, à l'emplacement de l'actuelle église Saint-Étienne, et qui fut la paroisse primitive d'Argenton. Selon Maurice de Laugardière, cette implantation d'église faisait partie d'un vaste projet de l'archevêché de Bourges de construire un réseau de succursales de la cathédrale en différents lieux du diocèse :
« En effet, écrit Armelle Querrien, la répartition des églises Saint-Étienne, églises qui ont le même patron que la cathédrale de Bourges, quadrille le territoire du diocèse et coïncide avec les agglomérations protohistoriques et gallo-romaines et avec les grands carrefours routiers antiques. Ce réseau serait postérieur au décret de Valentinien III de 435, ordonnant de détruire les derniers temples païens et antérieurs à 470, et aux persécutions des Wisigoths, adeptes de l'arianisme. L'église d'Argenton aurait donc été bâtie avant le passage de Saint Yrieix. Elle a essaimé en trois lieux proches dont l'église a le même patron, Tendu, Bouesse et Velles, et peut-être plus loin, à Crozant, Éguzon et Cuzion. »
L'église Saint-Étienne fut en partie détruite le 27 janvier 1760 lors d'une crue de la Creuse. Depuis 1872, une école maternelle occupe la partie antérieure de la nef. L'église a abrité depuis 1867 un très grand tableau de 6,60 m de hauteur et de 4,30 m de largeur, Le Martyre de Saint Polycarpe, œuvre du peintre Paul Chenavard (1807-1895). Ce tableau a été peint sur une toile inachevée représentant Luther devant la diète de Worms. Il a été transféré en juin 2011 dans l'église de Saint-Marcel.

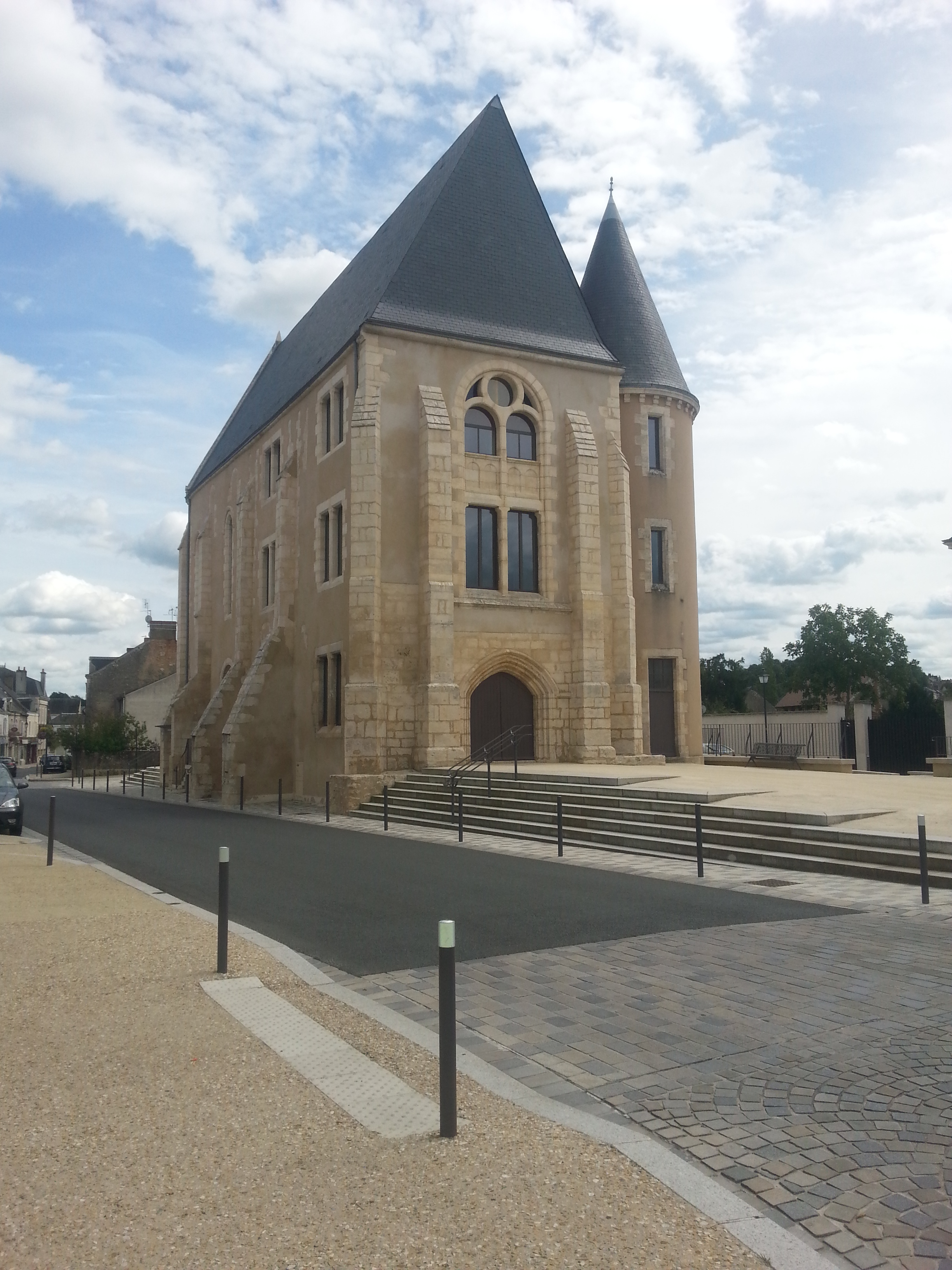
L'église en 2014.
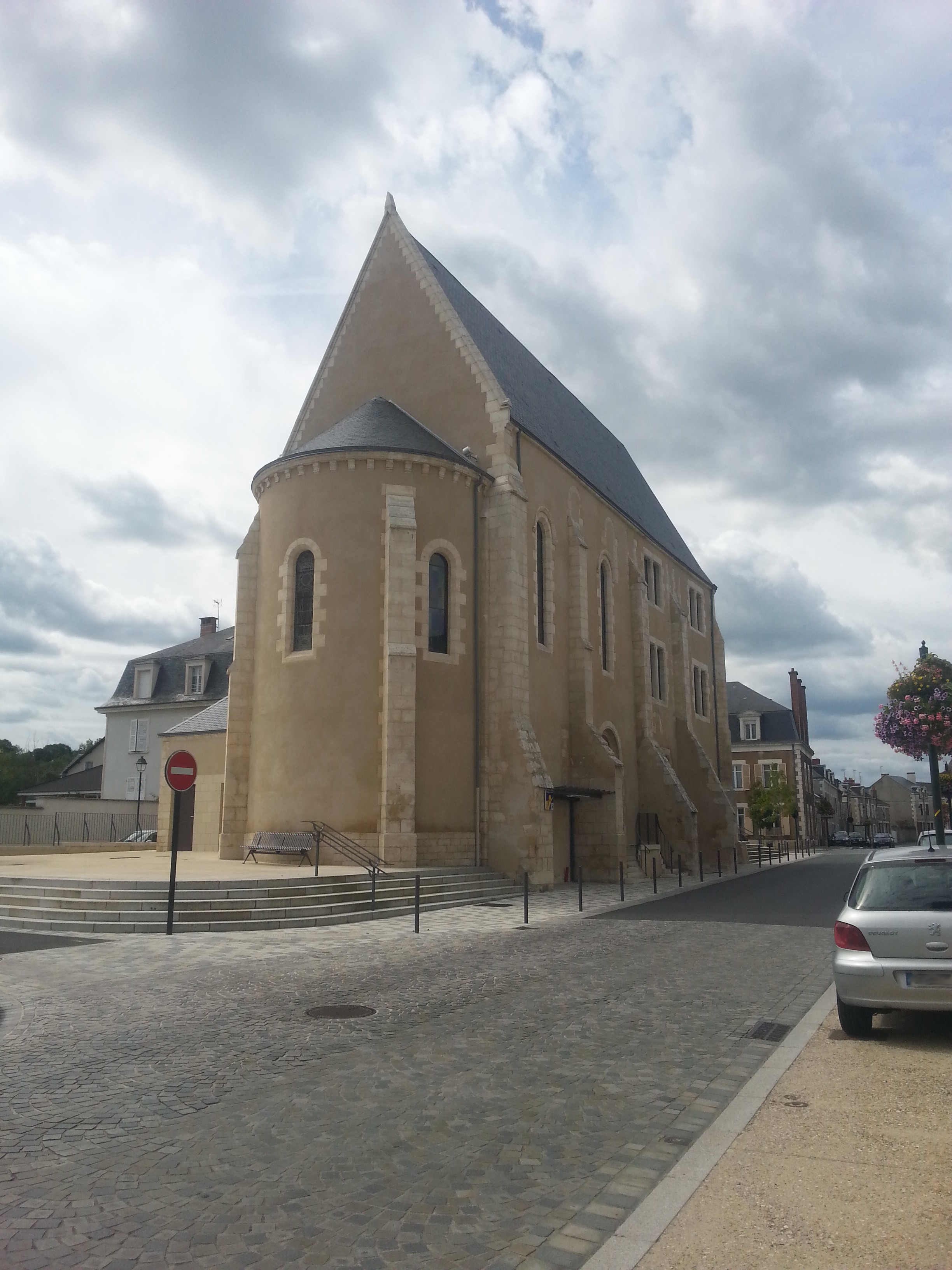
L'église en 2014.

#### Chapelle Saint-Benoît
Cette chapelle des XVe et XVIe siècles a été construite à l'initiative de Louis de Bourbon, seigneur d'Argenton, et d'Antoine Barbault, prieur de Saint-Marcel, probablement avec la destination indiquée par un titre de 1517 concernant la chapelle du petit collège d'Argenton. L'édifice a été très ébranlé en 1740, au moment où l'on ouvrit une tranchée pour faire passer la nouvelle route. La chapelle a été vendue comme bien national en 1793 et recédée à la ville par les acquéreurs en l'an III. Elle a ensuite servi d'entrepôt de grains et d'annexe du marché au blé. Elle a été restaurée en 1873 sous la direction de l'architecte Dauvergne. Aujourd'hui, elle sert de lieu d'exposition. Elle fait l'objet d'un classement au titre des Monuments historiques depuis le 31 mai 1944

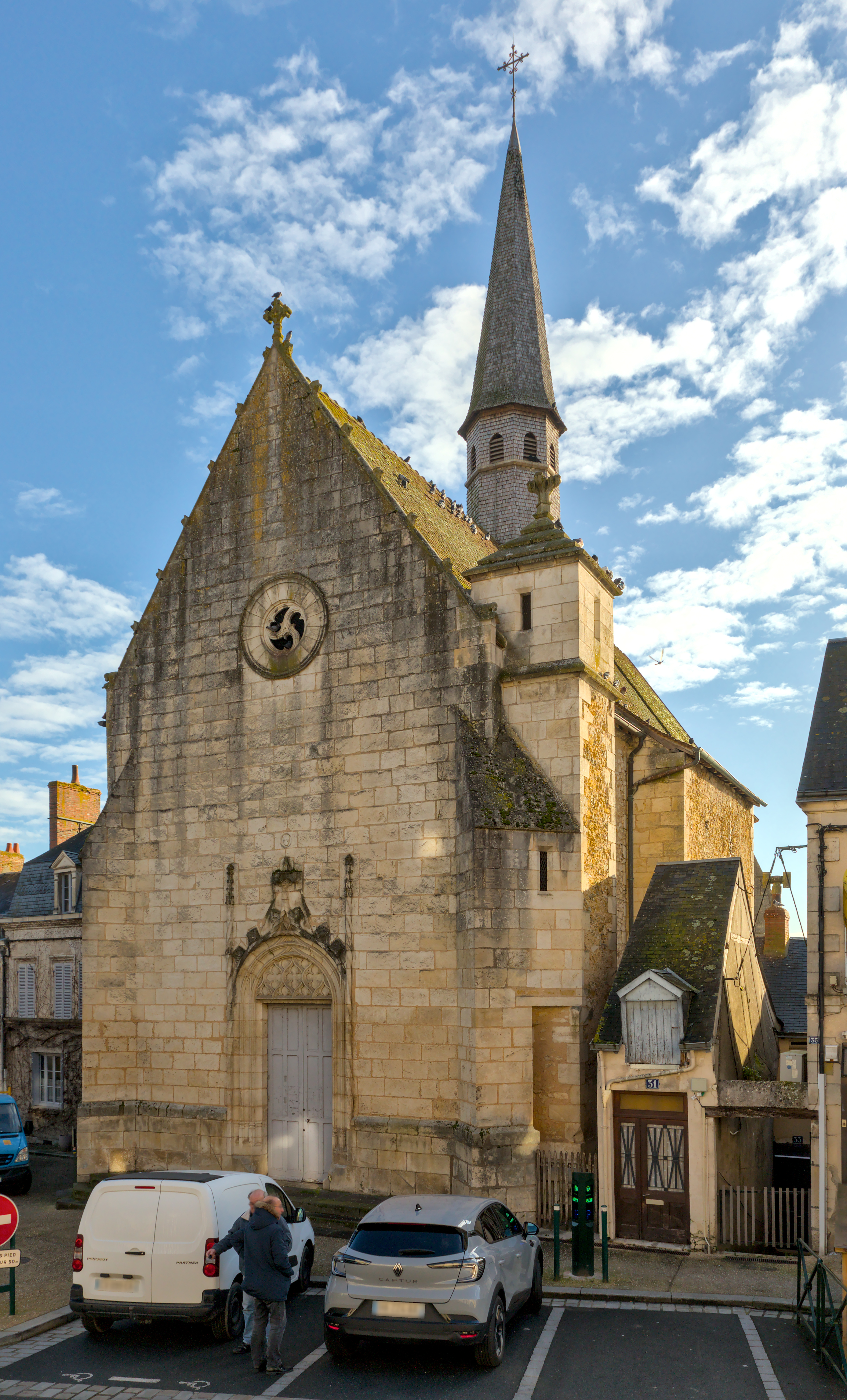
La façade côté rue en 2025.
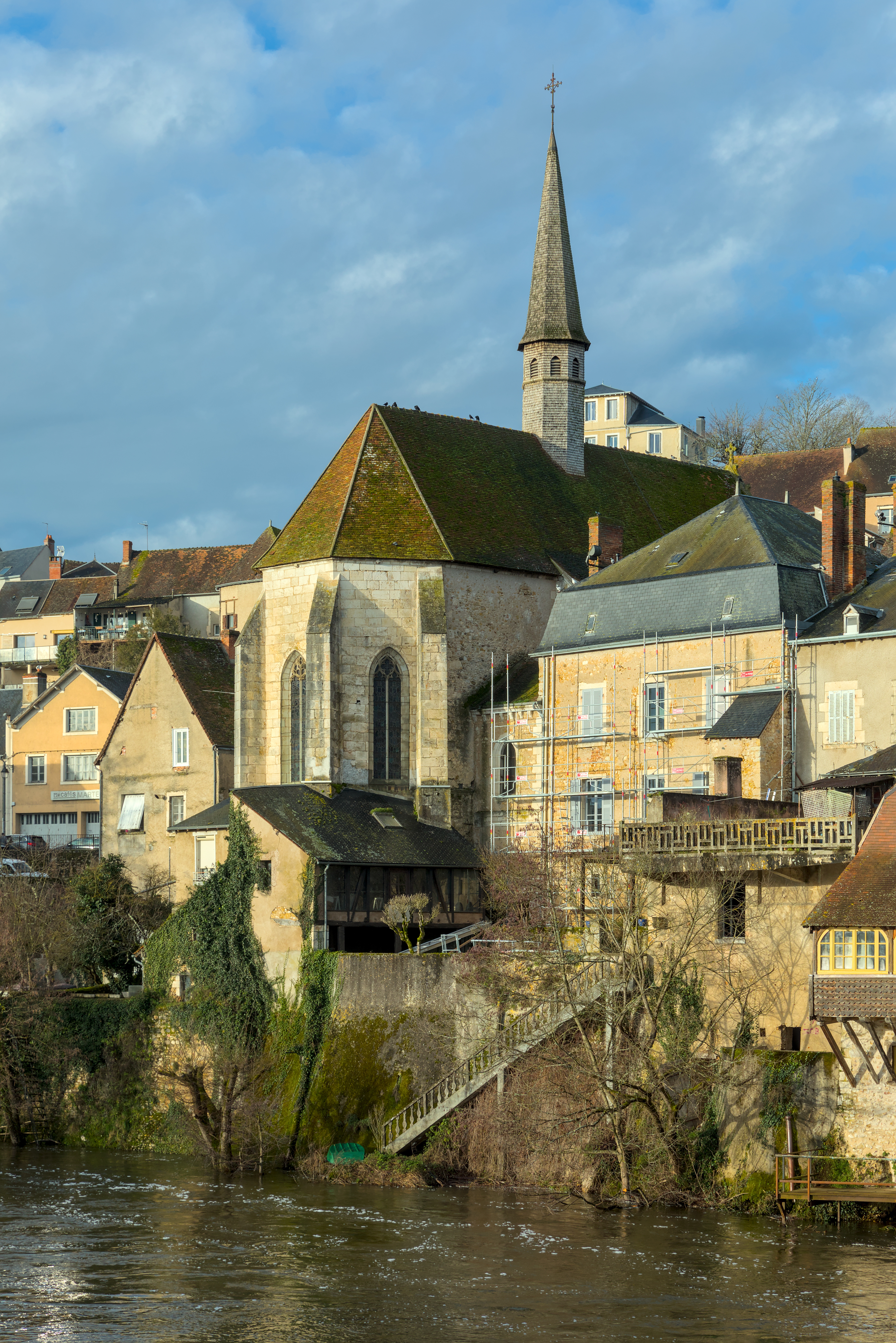
Vue côté Creuse en 2025.
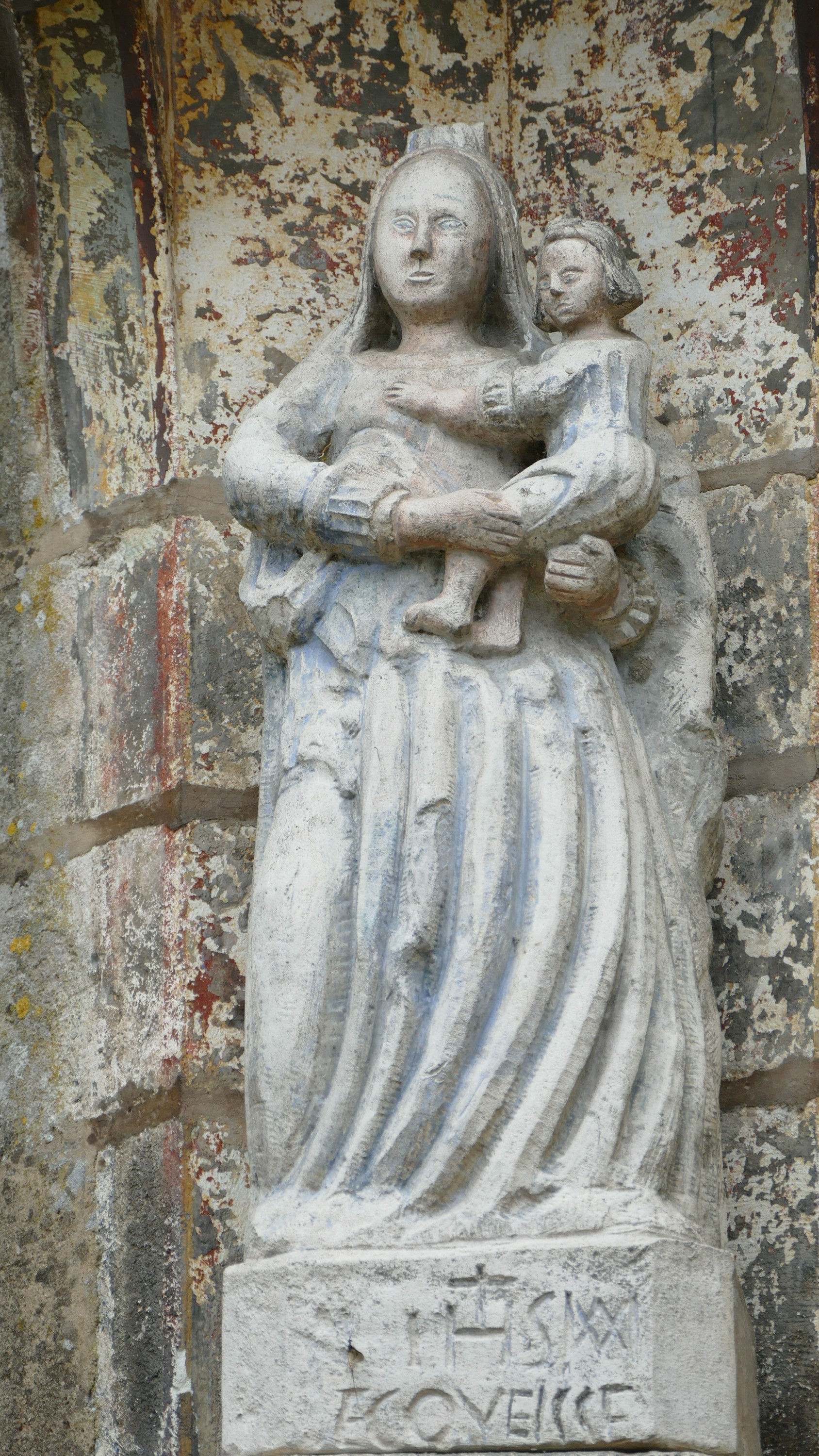
La statue en 2015.
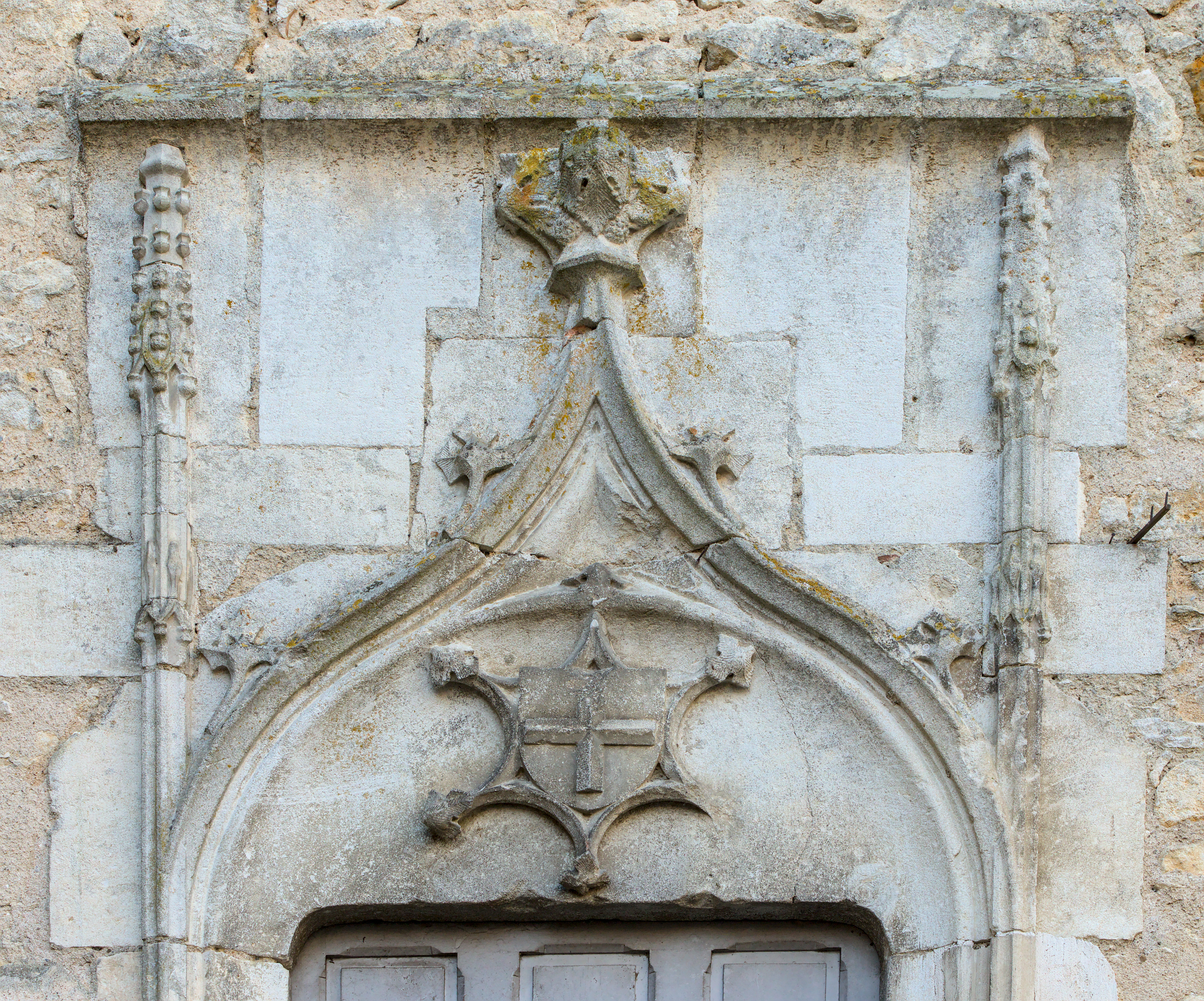
Partie haute du portail latéral en 2025.

#### Chapelle de la Bonne-Dame
La chapelle de la Bonne-Dame, précédemment Notre-Dame-des-Bancs, où a lieu chaque année un pèlerinage. Reconstruite au XVe siècle, sur les restes d'un sanctuaire érigé au IIe siècle par saint Ursin, premier évêque du Berry, cette chapelle est surmontée d'une gigantesque statue de la Vierge. La petite statue qui se trouve au-dessus du maître-autel est vénérée sous le vocable de « Bonne Dame d'Argenton », qui protégea la ville de la peste en 1632.

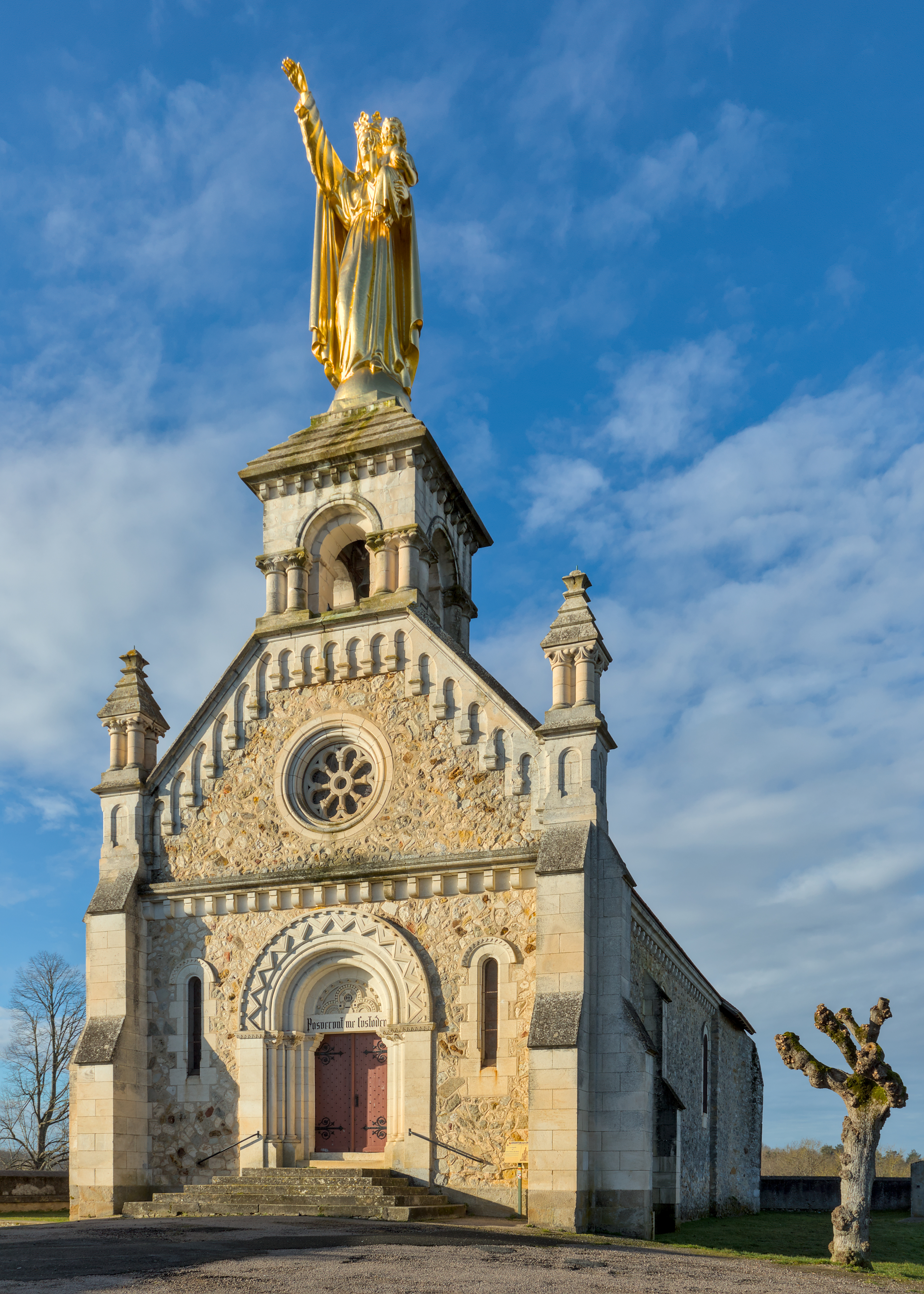
La chapelle en 2025.
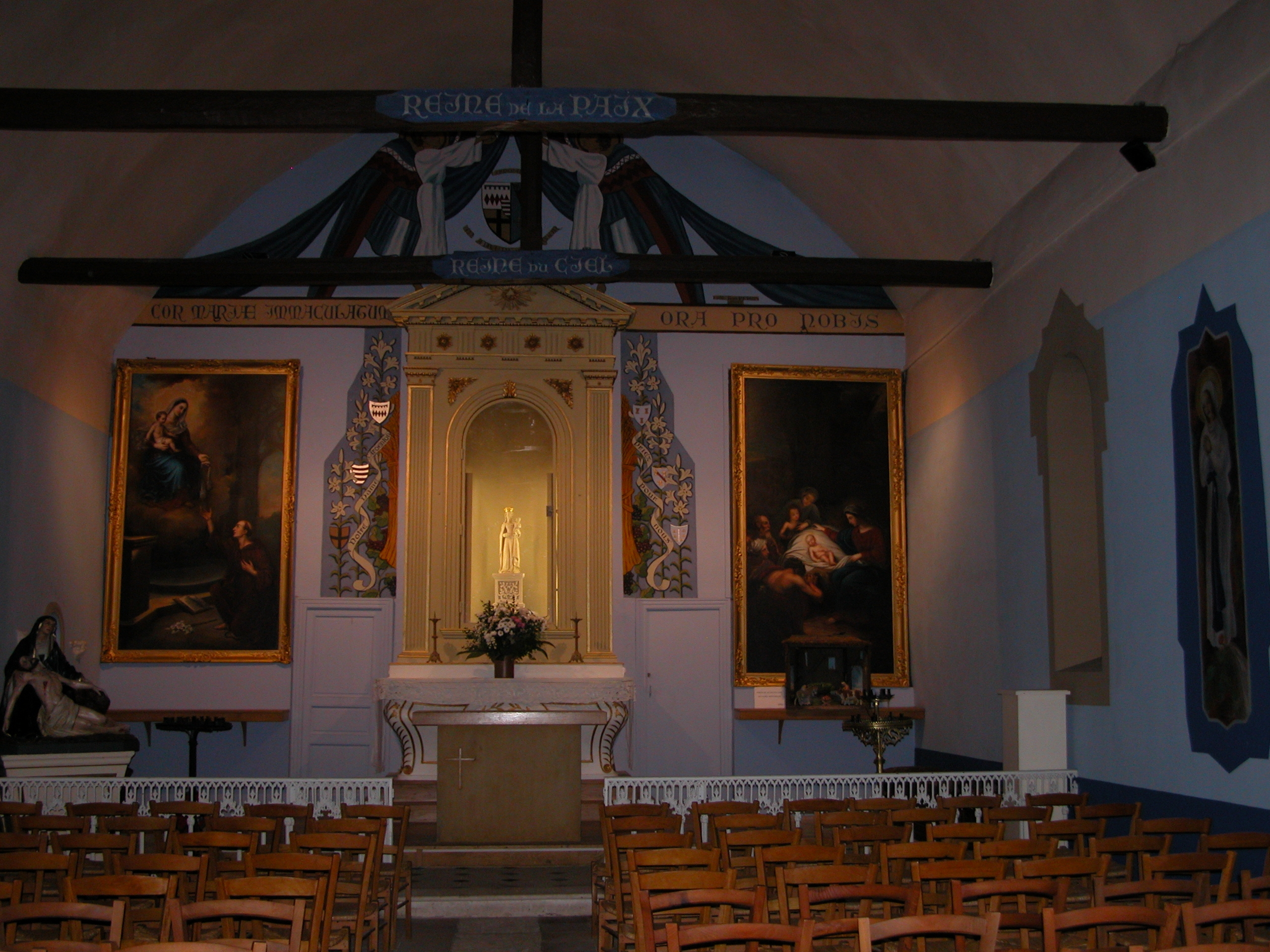
Intérieur de la chapelle en 2005.
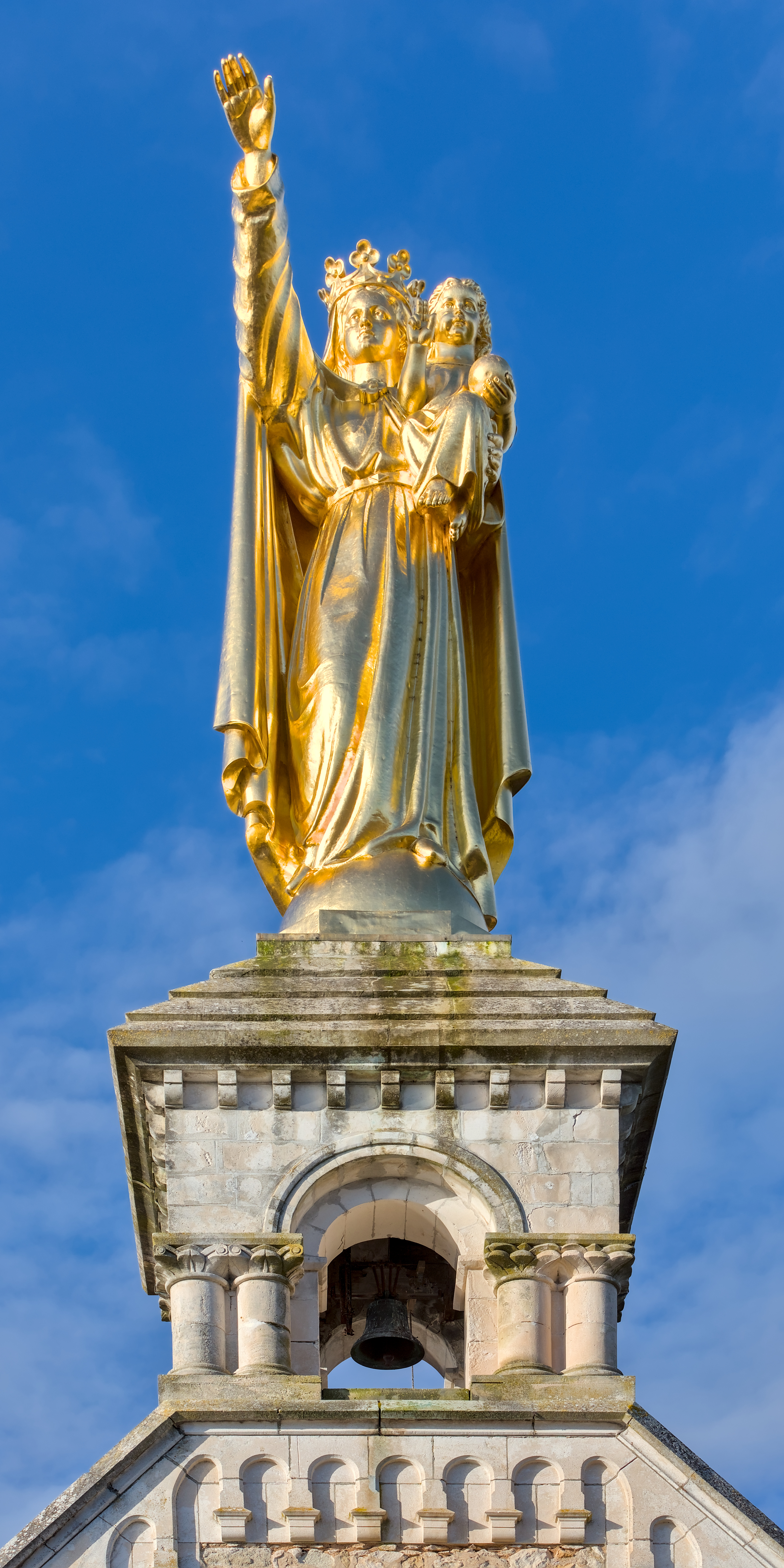
La statue de la Bonne-Dame en 2025.

#### Mémorial
Le monument commémoratif du massacre du 9 juin 1944, par la 2e division SS Das Reich est inauguré le 9 juin 1947 et fleuri le lendemain par le président de la République, Vincent Auriol, commémore le massacre d'Argenton-sur-Creuse. Érigé, grâce à une souscription, au flanc de la colline au-dessous du collège, il commémore le massacre de 56 civils d’Argenton-sur-Creuse, hommes, femmes et enfants, et de 11 résistants, par les nazis de la 15e compagnie du panzergrenadier-regiment Der Führer de la 2e division SS Das Reich.

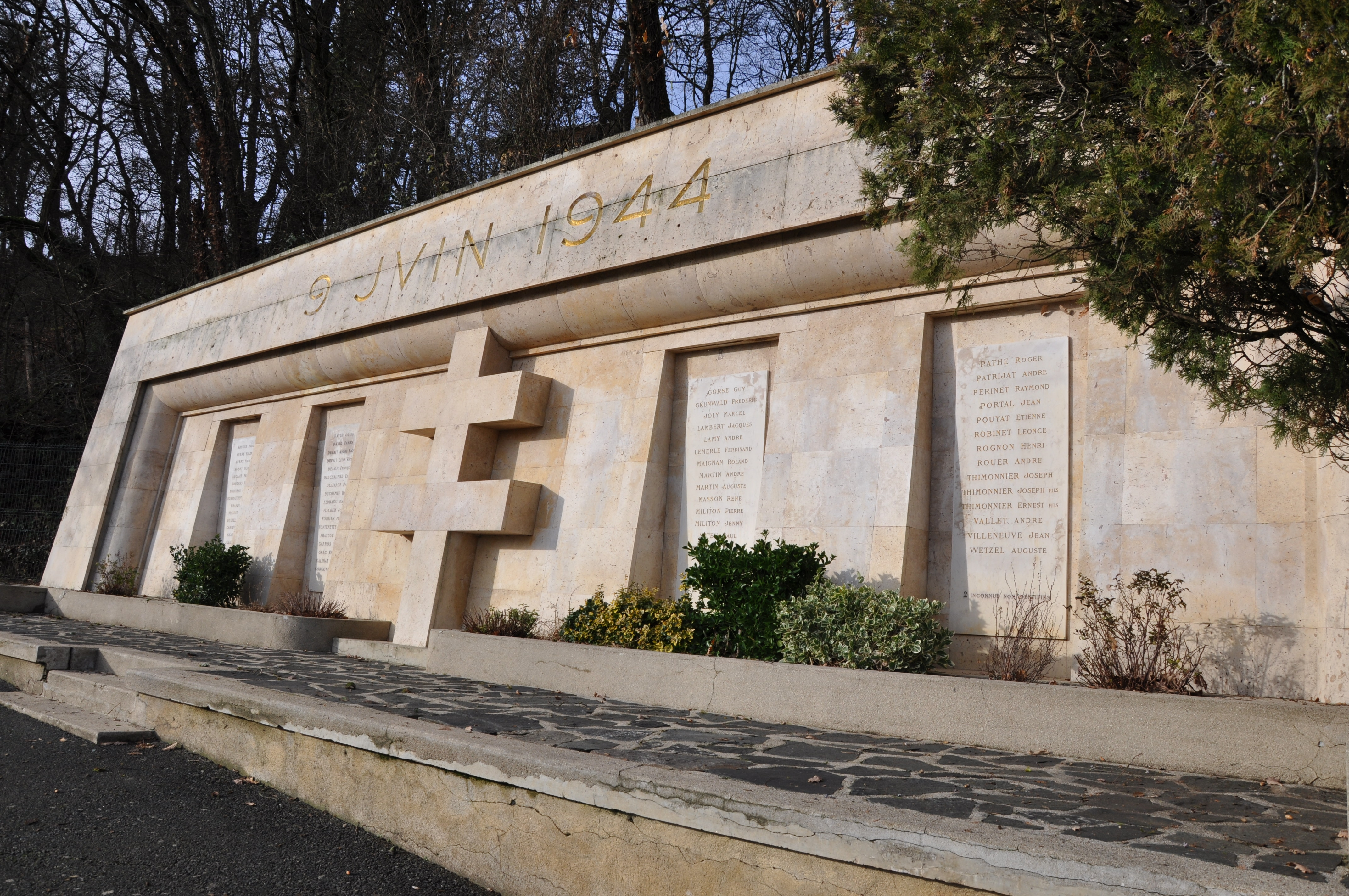
Le mémorial d'Argenton en 2009.

### Patrimoine culturel

#### Musée de la chemiserie et de l’élégance masculine
Le Musée de la chemiserie et de l'élégance masculine est situé dans le premier atelier de lingerie ouvert en 1860 par Charles Brillaud, il permet de découvrir le travail des « chemisières » qui ont fait la renommée d’Argenton-sur-Creuse pendant un siècle. Il retrace le travail des ouvrières mais présente également l’histoire de la chemise masculine grâce à une présentation chronologique de vêtements et accessoires du Moyen Âge à nos jours.

#### Artboretum
L'Artboretum est un lieu d’art contemporain situé au moulin du Rabois.

### Personnalités liées à la commune
- Denis Robin de Scévole (1722-1809), juriste et lettré, premier échevin d'Argenton, président du district sous la Révolution française est né et mort à Argenton.
- Jean-Baptiste Aucler-Descottes (1737-1826), médecin des Lumières, constituant de sensibilité monarchiste constitutionnelle, maire d’Argenton et chroniqueur de sa ville (son journal a été publié en 1899) est né et mort à Argenton.
- Sylvain Pépin (1745-1819), conventionnel pendant la Révolution, considéré comme ayant voté la mort de Louis XVI est né et mort à Argenton.
- Jérôme Legrand (1746-1817), constituant de la période révolutionnaire puis membre du Conseil des Anciens, natif d’Argenton.
- Jean Rataud de Chalvain, (1752 à Argenton,1831 à Paris), magistrat et homme politique.
- Joseph Dupertuis (1763-1839), avocat et magistrat, député de l'Indre à l'Assemblée nationale législative de 1791 à 1792, qui a passé sa jeunesse à Argenton ; sa maison, rue Dupetuis, est conservée.
- François Robin de Scévole (1767-1827), notable fortuné, maire d’Argenton, député de l'Indre de 1820 à 1822, membre de l’opposition libérale.
- Jean André Rochoux (1787-1852), médecin et philosophe ; il est né et repose à Argenton.
- Léon-Frédéric Rondeau (1793-1857), personnalité politique du Loiret, est né dans la commune[135].
- François Rollinat[136] (1806-1867), avocat réputé, ami de George Sand, député de l'Indre républicain avancé de 1848 à 1851.
- Joseph Barbotin (1847-1918), poète et chansonnier.
- Jules Mary (1851-1922), écrivain et feuilletonniste, qui a habité le château du Palis de 1904 à 1914[137].
- Raymond Rollinat (1859-1931), naturaliste originaire de Saint-Gaultier, a vécu et est mort à Argenton.
- Rose Féart (1878-1957), cantatrice, qui a passé son enfance à Argenton.
- Germaine Rouillard (1888-1945), née à Argenton, historienne spécialiste de l'Empire byzantin.
- Roger Dion (1896-1981), géographe et historien, professeur au Collège de France.
- Gabriel d'Aubarède (1898-1985), écrivain, qui avait une maison de vacances à Argenton et a écrit sur la ville[138].
- Gisèle Barbotin (1900-1958), poète ; elle repose à Argenton.
- André Chauvat (1918-1988), déporté résistant à Dachau ; né à Argenton, il y repose.
- Jean-Marie Cubel ou Lothaire Kübel (1918-2010), héros du massacre d'Argenton-sur-Creuse du 9 juin 1944[139] ; le nom de Lothaire Kubel a été donné au complexe sportif des Marais et à la rue de la Piscine.
- Henri Rognon (1925-1944), soldat tué au feu dans des conditions héroïques le 9 juin 1944. Une plaque commémorative a été érigée, le 9 juin 2014[140], sur le lieu du combat.
- Matthieu Galey (1934-1986), critique littéraire et écrivain, qui a fait de nombreux séjours dans la maison de ses grands-parents à la Colombe, route de Vaux et a écrit sur Argenton[141].
- Antoine Berman (1942-1991), né à Argenton, philosophe et traducteur.
- Gilles Clément (né en 1943 à Argenton), botaniste, jardinier et écrivain.
- Pierre Brunaud (né en 1944 à Argenton), historien, cofondateur du Cercle d'histoire d'Argenton.
- François Jacolin (né en 1950), évêque, ancien curé d'Argenton.
- Michel Sapin (né en 1952), ancien ministre des finances, fut maire de la commune.
- Denis Gravereaux (1961-2013), ancien acteur, né à Argenton.
- Cyril Villain (1978-), joueur français de rugby à XV.
- Éric Labaye (1961-), président de l'école polytechnique, né à Argenton.

### Héraldique, logotype et devise
| Blason de Argenton-sur-Creuse | Blason  | Parti : au premier coupé : en chef d'argent à la fasce fuselée de gueules surmontée d'un lambel de six pendants de sable, en pointe d'argent à la croix de gueules, au second d'azur aux trois fleurs de lys d'or et au bâton péri en bande de gueules. |
| Blason de Argenton-sur-Creuse | Détails | Le statut officiel du blason reste à déterminer. |